# Крістіан (реслер)
Вільям Джейсон "Джей" Ресо (англ. William Jason "Jay" Reso, нар. 30 листопада 1973 року) — канадський актор і професійний реслер, найбільш відомий своїми виступами у WWE під сценічним ім'ям Крістіан, яке є скороченим варіантом його оригінального сценічного ім’я Крістіан Кейдж, яке також використовувалося під час його перебування в Total Nonstop Action Wrestling (TNA). Нині під цим же іменем виступає у компанії AEW. Ресо тренувався під керівництвом Рона Хатчісона і Дорі Фанка Мол. і дебютував у професійному реслінгу в червні 1995 року.
На початку своєї кар’єри Ресо виступав у незалежних канадських промоушенах, де часто брав участь як в одиночних, так і в командних змаганнях з його найкращим другом Адамом Коуплендом. У 1998 році Ресо підписав контракт з World Wrestling Federation (WWF) і був ребрендований в сюжетного брата Еджа (образа Коупленда у WWF). Він дебютував того ж року і невдовзі завоював свій перший титул в компанії—Чемпіонство у легкій вазі WWF. Едж і Крістіан прославились як команда за їхню участь у поєдинках зі Столами, Драбинами і Стільцями і виграш семи Командних чемпіонств WWF. У 2001 році команда розпалася, після чого Ресо здобув різні одиночні титули, включаючи Європейське, Хардкорне й Інтерконтинентальне Чемпіонства.
У листопаді 2005 року Ресо підписав контракт з TNA під ім’ям Крістіан Кейдж, де він двічі виграв Чемпіонство світу у важкій вазі NWA. Ресо покинув TNA наприкінці 2008 року і знову підписав контракт з WWE, де він здобув Чемпіонство ECW і Чемпіонство світу у важкій вазі по два рази. Він є двадцять третім Чемпіоном Потрійної Корони і одинадцятим Чемпіоном Грендслему в історії WWE.

## Дитинство
Ресо народився 30 листопада 1973 року в Кіченері, Онтаріо, Канада. Його батько—американець, мати—канадка. З дитинства Крістіан грав у хокей, займався вільною боротьбою і був фанатом реслінгу. Спершу Вільям жив у Хантсвіллі та Іст Лезер-Гранд Воллі, Онтаріо, а згодом переїхав до Оранджвілю, де познайомився з Адамом Коуплендом, який став найкращим другом і майбутнім командним партнером. Обидва закінчили Оранджвільську районну середню школу.

## Професійна кар'єра реслера

### Незалежні федерації (1994—1998)
У вересні 1994 року Ресо записався до школи реслінгу Sully's Gym, якою керував Рон Гатчісон. Одним з його найперших сценічних імен було Крістіан Кейдж—поєднання імен улюблених акторів реслера — Крістіана Слейтера і Ніколаса Кейджа. Перший професійний матч Ресо провів у червні 1995 року у Торонто, де його опонентом був Закк Вайлд. Бій завершився нічиєю. Гатчісон написав про нього:
"Він був чудовим учнем і вловлював усе на льоту. Після дев'яти місяців тренувань я зрозумів, що цей хлопець із Оранджвілю готовий здійснити свій дебют. При цьому врахуйте, що на відміну від більшості інших шкіл, у мене є два критерії, яким повинні відповідати мої учні, щоб почати працювати реслерами. По-перше, я повинен бути впевненим, що вони не зганьблять себе, і по-друге (що значно важливіше), що вони не зганьблять мене!"
Оригінальний текст (англ.)
"(He) was a good student and a fast learner," he wrote. "After 9 months of training I felt that this young man from Orangeville was competent enough to make his ring debut. Now, unlike a lot of schools you must understand that I have two criteria for deeming my students competent enough to work. One...they don't embarrass themselves out there and...TWO (and more importantly!) they don't embarrass me!!"
У 1997 році Ресо входив до складу Thug Life (разом з Джо І. Леджендом, Закком Вайлдом, Райно Річардсом і Секстоном Хардкастлом). Коупленд і Ресо прославились як команда у незалежних канадських промоушенах, будучи відомими спершу як High Impact, а потім The Suicide Blondes. Вони володіли титулами в кількох промоушенах і змагалися в США і Японії. 18 липня 1998 року у Нью-Порті, Делавер, Ресо переміг Вайпера і став новим чемпіоном ECWA у важкій вазі. Цей титул він утримував до 15 жовтня 1999 року.
Коли Коупленд отримав випробувальний матч із World Wrestling Federation (WWF), Ресо приєднався до нього, і вони зустрілися у поєдинку, який не транслювався на телебаченні. Коупленд виграв той матч. Після того, як Коупленд почав гастролювати з WWF, він схвально відгукнувся про Ресо. Останнього у 1998 році запросили до пов’язаної з WWF тренувальної бази Funking Conservatory Дорі Фанка Мол. Після закінчення підготовки на базі, Ресо підписав контракт з WWF, щоб стати виконавцем штатного режиму.

### World Wrestling Entertaintment

#### Дебют (1998)
Прибувши в WWF, Ресо скоротив своє сценічне ім’я до Крістіана. Крістіан дебютував як гілл 27 вересня 1998 року на Breakdown: In Your House під час бою Еджа з Оуеном Хартом. Він відволікав Еджа для того, щоб проявити вірність Гангрелу. Свій дебютний матч Крістіан провів на шоу Judgment Day: In Your House 18 жовтня проти Таки Мічіноку за звання чемпіона у легкій вазі WWF. В тому поєдинку Крістіан переміг, ставши чемпіоном у першому ж своєму офіційному матчі у WWF. Через місяць він втратив титул, програвши Гіллбергу 17 листопада на Heat. Менеджером Крістіана в тому бою був Гангрел. Після втрати титулу канадець втрутився у суперечку між Сейбл та її колишнім чоловіком Марком Меро. На шоу Capital Carnage Крістіан і Сейбл перемогли Марка Меро і Жаклін. Сейбл утримала Жаклін після коронного «Total Knock Out» (TKO). Після цього бою Едж пробачив Крістіана, і вони, разом із Гангрелом, увійшли до складу угруповання The Brood.

#### The Brood (1998–1999)

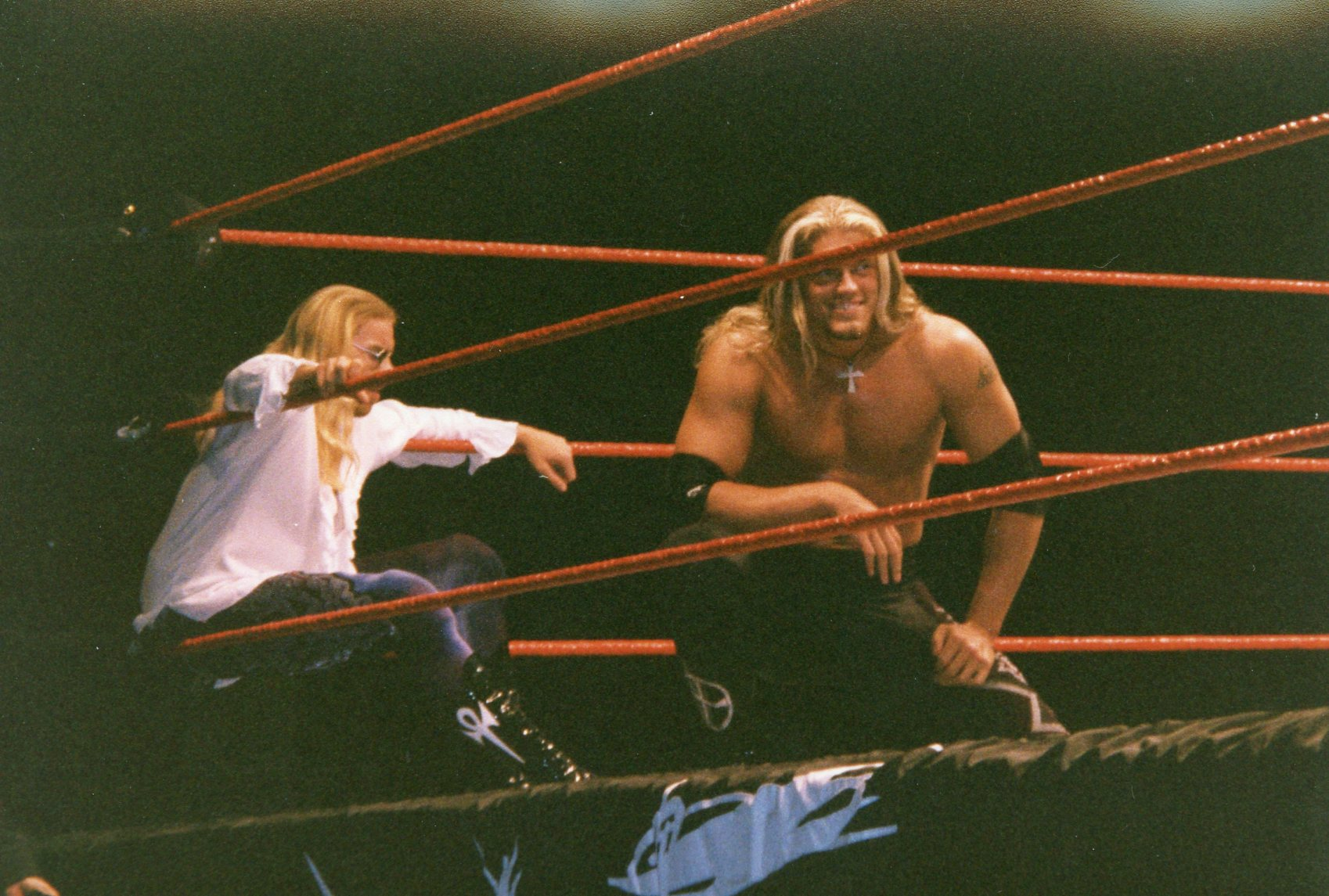
Крістіан (ліворуч) і Едж у складі The Brood

У складі The Brood Крістіан грав роль вампіра. Вперше у такому складі The Brood провели бій 13 грудня на шоу Rock Bottom: In Your House, яке проходило на Дженерал-Моторс-плейс у Ванкувері, Британська Колумбія. Їх противниками були  The J.O.B. Squad. The Brood перемогли після того, як Крістіан виконав «Імпалер» на Скорпіо й утримав його. Далі вони почали фьюд з Міністерством Темряви. На RAW від 1 лютого 1999 року The Brood перемогли Міністерство Темряви—Мідеона, Віссеру і Андертейкера через дискваліфікацію. На тому ж шоу стало відомо, що The Brood приєдналося до Міністерства Темряви. Але невдовзі Андертейкер вирішив, що Гангрел, Едж і Крістіан є зайвими у його угрупованні. Це призвело до поєдинків на таких шоу, як Backlash і No Mercy. У цих двох матчах The Brood програли (у першому з них через втручання у матч Віссери). На King of The Ring, яке відбулося 27 червня, Едж і Крістіан (разом із Гангрелом) програли бій братам Харді (разом з Майклом Хейсом). Після цього канадці посварилися з Гангрелом, і у липні 1999 року сформували свою команду, відділившись від свого уже колишнього менеджера, який у свою чергу об'єднався із братами Харді, створивши The New Brood.

#### Едж і Крістіан (1999–2001)

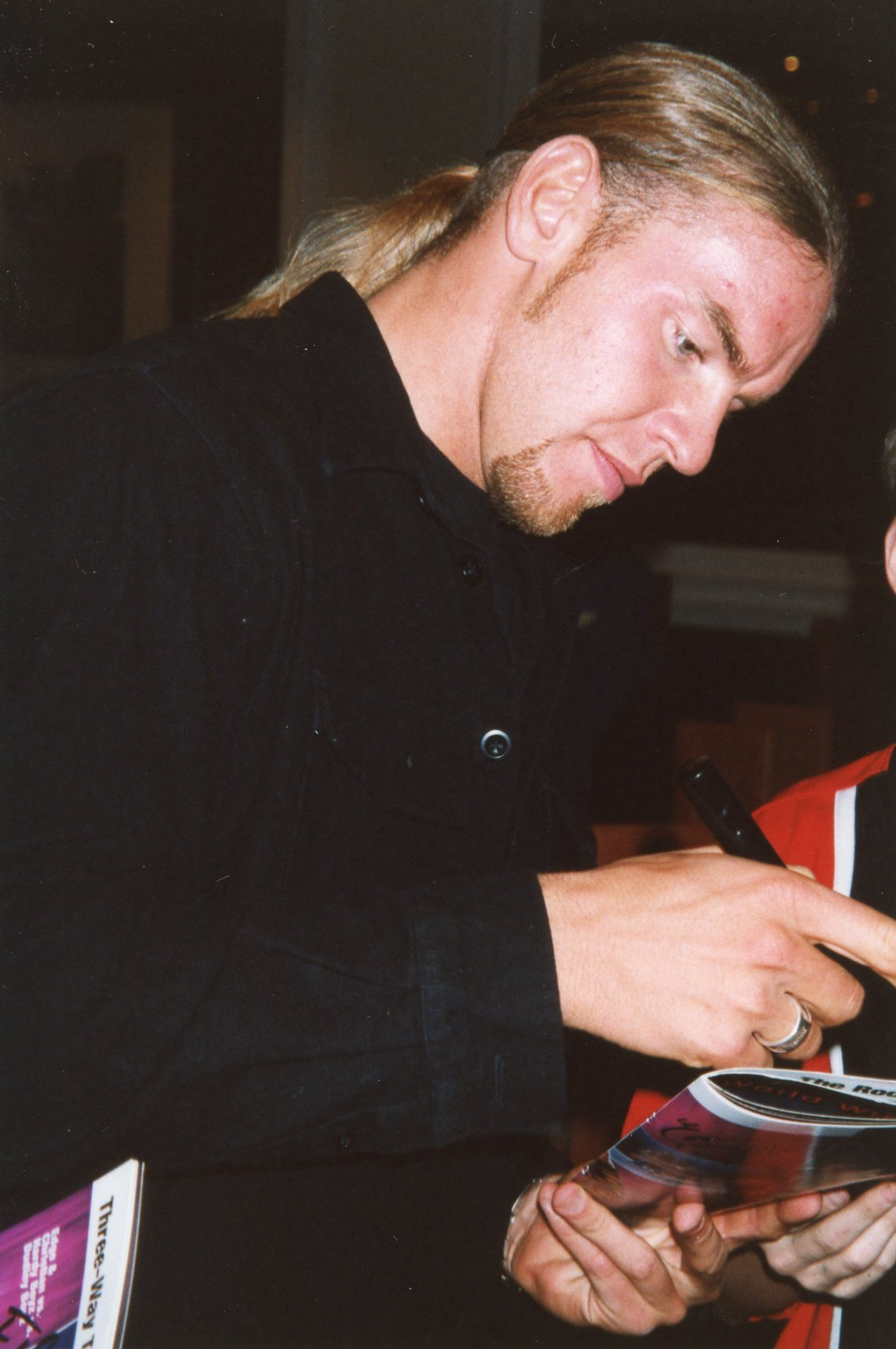
Крістіан роздає автографи у 1999 році

Після розпаду The Brood Едж і Крістіан почали себе проявляти. 24 липня на хаус-шоу Едж виграв пояс Інтерконтинентального чемпіона. На Fully Loaded Крістіан менш ніж за три хвилини переміг Віссеру, проте Едж програв свій титул Інтерконтинентального чемпіона Джеффу Джарретту. На SummerSlam Едж і Крістіан змагались за титули Командних Чемпіонів WWF проти The Acolytes, Харді Бойз, Мідеона і Віссери, Дроза і Альберта і The Hollys, однак програли. 26 вересня на Unforgiven отримали другу нагоду виграти командне чемпіонство. Їхніми суперниками були The New Age Outlaws, які завдали поразки Еджу і Крістіану і таким чином захистили свої титули. На наступному Smackdown! 30 вересня повернулась Террі Руннелс, яка вирішила стати менеджером канадців, але брати Харді були проти. В результаті Террі назначила турнір між цими командами: та команда, яка першою одержує три перемоги, отримує $100000 і Террі як менеджера. Перший поєдинок відбувся на цьому ж Smackdown!, де перемогли Едж і Крістіан. Другий поєдинок відбувся на RAW 4 жовтня, в якому канадці знову були сильнішими. 7 жовтня на Smackdown! в третьому матчі вперше перемогли брати Харді. 11 жовтня на RAW бій між цими командами завершився подвійною дискваліфікацією. Після цього на Smackdown! Метт і Джефф зрівняли рахунок (2:2). Вирішальний матч відбувся на No Mercy. Це був поєдинок з драбинами, який тривав понад 16 хвилин. Перемогу одержали брати Харді після того, як Джефф, піднявшись на драбину з Еджем, скинув останнього на землю, а сам схопив мішок з грошима. Таким чином, Харді одержали гроші і Террі як менеджера. Після матчу переможці святкували, а Метт Харді сказав, що цей поєдинок перетворив їх з «реслерів WWF у суперзірки WWF». Наступний матч Еджа і Крістіана відбувся на Survivor Series, де вони у команді із братами Харді програли Крешу, Хардкор Холлі і Too Cool в матчі чотири на чотири на вибування.

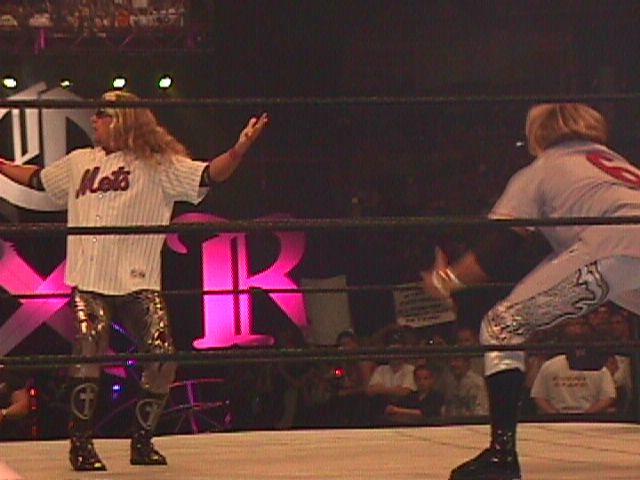
Едж і Крістіан (справа) виконують «П’ятисекундну позу» на King of the Ring 2000

На No Way Out 2000 Едж і Крістіан перемогли братів Харді, що дало їм змогу позмагатися за пояси Командних чемпіонів на Реслманії. Той матч пройшов з драбинами, і перемогу в ньому отримали канадці. Це було їх перше командне чемпіонство. 30 квітня на шоу Backlash Едж і Крістіан захистили свої титули від Роаддогга та Ікс-Пака після того, як Крістіан ударив Ікс-Пака гонгом. На PPV Judgment Day командні чемпіони з Куртом Енглом билися проти Too Cool з Рікіші. Перемогли останні. Далі на Еджа і Крістіана чекали дві невдачі: спершу вони втратили пояси Командних чемпіонів на Raw 29 травня у матчі проти Скотті 2 Хотті і Грандмастера, а згодом жоден з них не пробився на шоу King Of The Ring. Але на цьому шоу канадці повернули собі титули Командних чемпіонів, здолавши братів Харді, T & A і Too Cool. В цей період Едж і Крістіан грали хілів. Їх сценічними образами був комедійний дует "крутих чуваків", а візитною карткою стала "п’ятисекундна поза" ("five second pose")—поза, яку вони виконували на ринзі впродовж п’яти секунд "на благо тих, хто має флеш-фотографії", щоб знущатися, ображати чи розважати шанувальників. На SummerSlam Едж і Крістіан захистили свої титули від братів Харді і братів Дадлі у першому в історії федерації поєдинку зі столами, драбинами й стільцями. Але на наступному шоу Unforgiven Едж і Крістіан програли титули братам Харді у поєдинку в залізній клітці. На No Mercy 2000 канадці переодягнулися в конкістадорів і змогли втретє стати Командними чемпіонами, побивши братів Харді. Однак уже наступного дня Харді повертають собі титули. Четвертий раз Едж і Крістіан стали чемпіонами в командному розряді на шоу Armageddon, в якому окрім них брали участь ще три команди — брати Дадлі, Роаддог із Кей-Квіком та Командні чемпіони Right to Censor. На Raw 18 грудня втратили титули Року і Андертейкеру. Проте вже наступного дня Крістіан та Едж повернули пояси (завдяки Курту Енглу, який був спеціальним рефері того поєдинку).
Наступними претендентами на титули були брати Дадлі. На Royal Rumble 2001 Едж і Крістіан втратили свої пояси після того, як Дадлі провели Еджу «3-D». На No Way Out Едж і Крістіан не змогли повернути титули Командних чемпіонів. На Raw 19 березня Едж і Крістіан повернули собі пояси Командних чемпіонів (завдяки допомозі Райно) в матчі проти братів Харді, але на тому ж Raw брати Дадлі використали свій шанс змагатись за титули. Останні перемогли завдяки втручанню Спайка Дадлі. На Реслманії X-Seven відбувся другий у історії поєдинок зі столами, драбинами й стільцями за командне чемпіонство між братами Дадлі, Еджем і Крістіаном та братами Харді. В тому матчі розламали багато столів, використали драбини й стільці як зброю, а також було три втручання (від Спайка, Райно  і Літи). Переможцями і новими чемпіонами стали Едж і Крістіан. Це було їхнє сьоме чемпіонство. На Smackdown! 19 квітня 2001 року вони втратили титули Братам Руйнування. 24 травня на Smackdown! в фатальному чотиристоронньому TLC матчі за титули Командних чемпіонів Едж із Крістіаном не змогли повернути чемпіонське звання, програвши Крісу Бенуа і Крісу Джеріко (окрім них участь в матчі брали брати Харді і брати Дадлі). Після цього вони так і не змогли знову здобути ці титули.
4 червня 2001 року розпочався турнір King of the Ring. На Smackdown! 7 червня Едж переміг Теста, а Крістіан на Raw 11 червня здолав Кейна. 18 червня на Raw is War Едж переміг Перрі Сатурна, а Крістіан — Біг Шоу у рамках чвертьфіналу турніру. 24 червня у півфіналі Едж побив Райно, а Крістіан програв Курту Енглу після того, як останній зробив свій «Angle Slam» на канадцеві. У фіналі Едж переміг Енгла після «Еджекуції», вигравши тим самим турнір. 19 серпня На SummerSlam Едж виграв Інтерконтинентальний титул, перемігши Ленса Шторма. 3 вересня на Raw, яке проходило в Торонто, Крістіан зустрівся в бою з Роком за чемпіонство WCW, а Едж захищав титул Інтерконтинентального чемпіона від Шторма. Анонсером поєдинку між Крістіаном і Роком був Букер Ті. В кінці бою Крістіан провів «Імпалер» Року і зробив утримання, але в цей момент Букер Ті вибіг на ринг і нокаутував канадця, який після цього отримав «The Rock Bottom» і програв матч. Едж свій матч виграв і захистив титул. Після бою Шторм взяв залізний стілець, і хотів вдарити ним Еджа, але в цей момент з'явився Крістіан і прогнав його. Після цього Крістіан дав Еджу трофей, який останній виграв на King of the Ring. Едж взяв трофей, але в цей момент Крістіан несподівано атакував його стільцем. Після цього він провів «Кон-чайр-то» Еджу, взяв трофей і кинув на його тіло. Так команда Едж і Крістіан завершила своє існування.

#### Боротьба за титули (2001–2002)

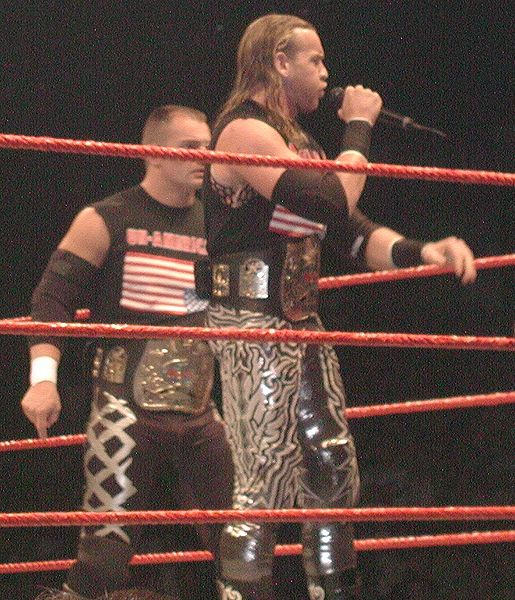
Крістіан у 2002 році як Світовий Командний Чемпіон з Ленсом Штормом

4 вересня на Smackdown! Крістіан викликав Еджа на поєдинок за Інтерконтинентальне чемпіонство на шоу Unforgiven. Едж погодився. 23 вересня на Unforgiven Крістіан переміг Еджа після того, як ударив його в пах, і таким чином вперше став Інтерконтинентальним чемпіоном. Через два тижні на Raw Крістіан знову атакував свого брата стільцем. В результаті цього 21 жовтня між двома реслерами відбувся реванш на шоу No Mercy. Це був матч із драбинами за Інтерконтинентальне чемпіонство. В ньому перемогу здобув Едж, який спершу вдарив Крістіана в пах, а потім провів «Кон-чайр-то» і зняв титул. 1 листопада на Smackdown! Крістіан став новим Чемпіоном Європи, перемігши Джона "Бредшоу" Лейфілда. На шоу Rebellion він програє матч-реванш у залізній клітці Еджу за пояс Інтерконтинентального чемпіона. Після цього на Survivor Series Крістіан переміг і захистив титул Чемпіона Європи від Ала Сноуа. На Smackdown! 22 листопада Крістіан отримав ще один шанс виграти титул Інтерконтинентального чемпіона, але Едж переміг через дискваліфікацію. В кінці того матчу втрутився Тест, який вирубив Еджа, а Крістіан провів останньому «Імпалер» на стілець. Після цього Крістіан ще кілька разів успішно захистив титул Чемпіона Європи, а також об'єднався у команду з Тестом. 20 січня він узяв участь у Royal Rumble 2002, де вийшов під тринадцятим номером. Крістіан усунув з битви Даймонда Далласа Пейджа, Годфазер, Альберта, а також нокаутував Перрі Сатурна. Однак потім його викинув Стів Остін. В кінці січня на Smackdown! Даймонд Даллас Пейдж переміг Крістіана завдяки коронному «Diamond Cutter» і став новим Чемпіоном Європи. На Реслманії Х-8 Крістіан бився з Даймондом Далласом Пейджем за титул Чемпіона Європи, однак програв. Але на тій же Реслманії він переміг Моллі Холлі і виграв Хардкорне чемпіонство, яке, знову ж таки на цій Реслманії, програв Мейвену. Наступного дня Крістіан отримав шанс виграти титул Інтерконтинентального чемпіона, але він програв Робу Ван Даму. 4 квітня на Smackdown! Крістіан переміг Даймонда Далласа Пейджа, після чого покинув компанію на півтора місяця. Повернувся 23 травня на шоу Smackdown!, щоб допомогти Курту Енглу в суперечці з Еджем і Мейвеном. 20 червня на Smackdown! Крістіан утворив союз із іншим канадським реслером Ленсом Штормом, скаржучись на те, що WWE упереджено ставиться до канадців, наводячи у приклад Монреальський інцидент. 27 червня на Smackdown! до них приєднався ще один канадець—Тест, а їх угруповання називалось «Антиамериканці». На Vengeance Крістіан і Шторм виграли Командне чемпіонство у матчі проти Еджа і Галка Гогана. На SummerSlam вони зберегли титули командних чемпіонів у матчі проти Букера Ті і Голдаста. Того ж вечора Крістіан і Шторм втрутилися в бій між Тестом і Андертейкером, але останній викинув їх за межі рингу і переміг. 26 серпня на Raw «Антиамериканці» спробували спалити прапор Сполучених Штатів Америки, але їх зупинили Букер Ті, Голдаст і Кейн. 2 вересня на Raw Вільям Рігал приєднався до «Антиамериканців». Він був єдиним членом команди не канадської національності. 22 вересня на Unforgiven «Антиамериканці» програли Буббі Рею Дадлі, Кейну, Букеру Ті та Голдасту. 23 вересня на Raw Крістіан і Шторм втратили свої титули Кейну і Гаррікейну. 30 вересня на Raw і Крістіан, і Шторм програли у поєдинках з Ренді Ортоном, а Рігал і Тест поступились в командному матчі Робу Ван Даму і Томмі Дрімеру. Це призвело до того, що всі чотири члени команди атакували один одного. Таким чином угруповання «Антиамериканці» розпалося.

#### Крістіан і Джеріко; різні суперечки (2002-2004)

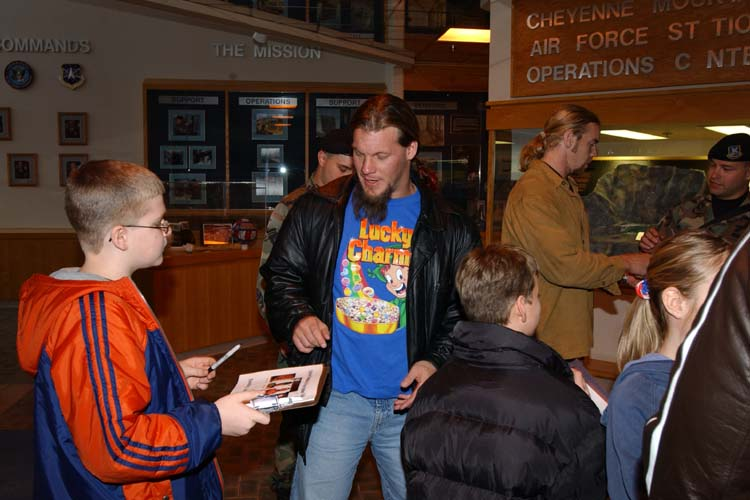
Крістіан (справа) і Кріс Джеріко роздають автографи в Шайєнні

7 жовтня 2002 року на Monday Night Raw відбувся четвертий в історії федерації TLC матч за титули командних чемпіонів. Крістіан отримав запрошення на той матч, але не мав партнера. Однак з'явився Кріс Джеріко, який заявив, що він також запрошений на матч і не має партнера по команді. Тому він запропонував Крістіану стати його напарником, на що останній погодився. В матчі за титули канадці програли. Через тиждень на Raw 14 жовтня Джеріко і Крістіан перемогли Кейна і Гаррікейна, і стали новими Командними чемпіонами. Для Крістіана це було уже дев'яте командне чемпіонство. Проте 15 грудня на шоу Armageddon канадці програли титули Букеру Ті і Голдасту у фатальному чотиристоронньому поєдинку, в якому окрім названих двох команд участь брали ще й Ленс Шторм і Вільям Рігал, а також Бабба Рей і Дівон Дадлі. Наступного тижня вони провели рематч з Букером і Голдастом за пояси командних чемпіонів, але виграти не змогли. Після Реслманії XIX Джеріко з Крістіаном тимчасово зупинили виступи в команді. З квітня Крістіан, після того, як Рок назвав його своїм улюбленим реслером, почав говорити про себе, як про «Нового Народного чемпіона», а всіх своїх фанів почав називати «The Peeps». У цей період в нього зав'язалась суперечка з Біллом Голдбергом. 12 травня 2003 року на Raw Голдберг переміг Крістіана у залізній клітці після того, як провів «Гарпун», а потім коронний «Молот». На шоу Judgement Day Крістіан взяв участь у Королівській битві дев'яти чоловік за відроджений Інтерконтинентальний титул, в якій переміг і вдруге у своїй кар'єрі став Інтерконтинентальним чемпіоном. Наступного дня він з'явився перед громадою WWE з коротким волоссям. 7 липня на Raw Крістіан програв свій титул Букеру Ті. 11 серпня на Raw Букер мав битися проти Спайка Дадлі, але на ринг вийшов Джонатан Коачман, який сказав, що оскільки 10 серпня, на домашньому шоу у Де-Мойні, Крістіан переміг Букера Ті, то останній повинен віддати свій титул канадцю. Так Крістіан став триразовим Інтерконтинентальним чемпіоном. На Raw 1 вересня він вперше зустрівся в бою один на один проти Джеріко, в якому переміг. 29 вересня на Raw Крістіан програв титул Інтерконтинентального чемпіона Робу Ван Даму в поєдинку з драбинами. На Survivor Series він брав участь у поєдинку п'ять на п'ять— команда Бішоффа проти команди Остіна, в якому йому вдалося утримати Баббу Дадлі перед тим, як його усунув з матчу Шон Майклз. В кінці поєдинку команда Бішоффа перемогла. На Armageddon Крістіан в команді з Крісом Джеріко перемогли Тріш Стратус і Літу в міжстатевому командному матчі, оголошеному як «Битва статей».
Незважаючи на це, Крістіан і Джеріко зав'язали романтичні стосунки з Літою і Стратус, відповідно. Але виявилося, що вони лише уклали парі на канадський долар, хто з них першим переспить зі своєю дівчиною. Попри це, Джеріко продовжив стосунки зі Стратус, що врешті-решт призвело до того, що Крістіан і Джеріко почали ворогувати. 25 січня 2004 року на Royal Rumble Крістіан взяв участь у Королівській битві, але був усунений Джеріко. На Реслманії XX Крістіан зустрівся з Джеріко (зі Стратус на його боці) в бою один на один. Цей матч став одним з найкращих у тому році. Перемогу у ньому здобув Крістіан після того, як Стратус ненароком вдарила Джеріко. Після поєдинку Тріш дала ляпаса Крісу, а Крістіан добив його «Unprittier-ом». Після цього Стратус і Крістіан, покидаючи арену, поцілувались на очах у Джеріко. Таким чином Стратус об’єдналася з Крістіаном, ставши його сценарною дівчиною На Backlash відбувся матч «Два проти одного», в якому Кріс переміг Крістіана і Стратус. Черговий бій між двома реслерами відбувся на Raw 10 травня у сталевій клітці, де перемогу знову здобув Джеріко. Після того матчу Крістіан взяв перерву у виступах на чотири місяці через серйозну травму спини. Він повернувся 30 серпня і атакував Джеріко, відновивши їх ворожнечу, і почав претендувати на пояс Інтерконтинентального чемпіона. На Unforgiven Крістіан і Джеріко билися в матчі за вакантний титул Інтерконтинентального чемпіона, який Крістіан програв. Так їхній фьюд закінчився. На Survivor Series Крістіан боровся з Шелтоном Бенджаміном за Інтерконтинентальне чемпіонство, але програв.

#### Капітан Харизма (2004–2005)
На Raw 6 грудня Крістіан з'явився у новому образі — Капітана Харизми— в костюмі супермена, й отримав змогу виграти Інтерконтинентальний титул. Проте чинний на той момент чемпіон Шелтон Бенджамін виявився сильнішим і переміг канадця після коронного «T-Bone». Наступного тижня Крістіан вийшов на арену у новому костюмі — це була блискуча куртка з відлогою із блискучими штанами. 9 січня 2005 року на шоу New Year's Revolution Крістіан і його напарник «Вирішувач Проблем» Тайсон Томко програють Юджину і Вільяму Рігалу матч за командне чемпіонство. На Royal Rumble Крістіан вийшов під номером 29, і, провівши на ринзі трохи більше двох хвилин, був викинутий переможцем цієї битви — Батистою. На Реслманії 21 Крістіан брав участь у першому в історії матчі із драбинами Money In The Bank. Попри те, що йому під час бою допомагав Томко, виграти Крістіану не вдалося, а переможцем став його колишній партнер по команді Едж. Після цього Крістіан конфліктував із реслером SmackDown Джоном Сіною, заявивши, що він є кращим репером ніж Сіна, і називаючи останнього «позером». На Vengeance Крістіан намагався відібрати титул чемпіона WWE у Джона Сіни (який на той момент уже перейшов на Raw). Це був тристоронній матч, в якому, окрім двох названих суперзірок, брав участь Кріс Джеріко. Сіні вдалось захистити свій титул після того, як він провів на Крістіані «FU». 30 червня Крістіан був переведений в результаті драфту на Smackdown!, де в перший же вечір взяв участь у шестисторонньому поєдинку на вибування, в якому переміг Джей Бі Ел. 14 липня на Smackdown! Крістіану кинув виклик Букеру Ті. Перед матчем Крістіан побив свого опонента, а потім, коли бій розпочався, одержав швидку перемогу (найшвидчу у своїй кар'єрі). 18 серпня на Smackdown! Крістіан створює своє шоу — The Peep Show. На No Mercy 2005 Крістіан програє Крісу Бенуа у фатальному чотиристоронньому поєдинку за чемпіонство США. 31 жовтня у Крістіана закінчився контракт з WWE, і він відмовився підписувати новий. Його останній матч відбувся на Smackdown! 4 листопада, де він у команді з Джей Бі Елом програли Рею Містеріо і Метту Харді. Незважаючи на свій відхід, Крістіан з’явився 31 жовтня на Raw і 1 листопада на Taboo Tuesday, виконуючи свої зобов’язання перед компанією, оскільки він був одним із п’яти реслерів Smackdown, яких фанати мали право обирати в суперники Крісу Мастерсу і Сніцкі. Перед тим, як покинути WWE, Ресо подав заявку на реєстрацію прізвиська «Капітан Харизма» як торгової марки, що дозволила б йому використовувати її в TNA як і його інше прізвисько— Крістіан Кейдж. Але після того, як WWE оскаржила права на цей товарний знак, посилаючись на положення в умовах його старого контракту, Ресо вже до літа 2006 року припинив використовувати його в TNA, натомість з початку 2007 року і надалі називав себе «The Instant Classic». Незважаючи на це, він і далі оголошувався як «Капітан Харизма» на закулісних появах і деколи носив свій костюм «Капітана Харизми» при виходах до рингу на гаус-шоу.

### TNA

#### Дебют і перше чемпіонство NWA (2005–2006)

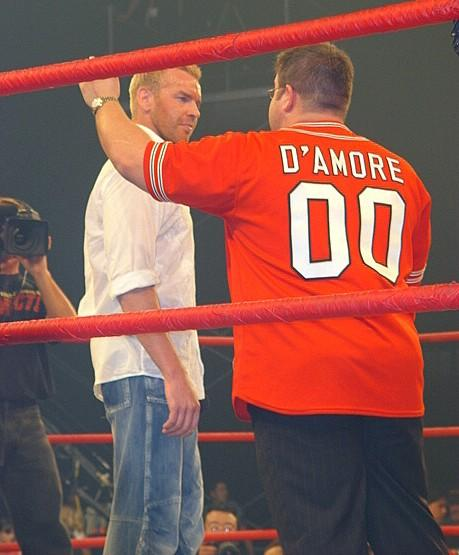
Крістіан з "Тренером" Скоттом Ді'Аморе під час його дебюту на Genesis в листопаді 2005 року

Ресо дебютував у Total Nonstop Action Wrestling (TNA) 13 листопада 2005 року на шоу Genesis під своїм старим сценічним ім'ям Крістіан Кейдж. Ось що сказав про нього Кессіді Райлі:
| Ліві лапки | Думаю, це було першим повністю позитивним кроком – підписати реслера, який уже виступав у WWE, довівши, що вміє знайти контакт з аудиторією. TNA постійно підписувало ветеранів, але у них нічого особливо не вдавалось. Думаю, Крістіан був достатньо молодим і цікавим для того, щоб знайти контакт з фанатами, щоб стати фактором, який змінить ситуацію, який принесе компанії відомість. Тому я думаю, це було чудове придбання для TNA. Ну і це вже не говорячи про те, що Крістіан – чудовий працівник, приємний співрозмовник і дуже веселий хлопець. Коли лунав гонг, він виходив на ринг і робив свою справу як слід. | Праві лапки |

Висловився про Крістіана і Руді Чарльз:
| Ліві лапки | Я був дуже радим, коли Крістіан став реслером TNA. Я був його великим фанатом – і як реслера, і як людини. Тому попрацювати разом з ним – це була велика честь. Він був одним із тих хлопців, у кого був уже величезний досвід (з часів WWE), який він приніс з собою в TNA. Його дуже добре використовували, зробили справжньою зіркою, а Крістіан, в свою чергу, допоміг розкритися багатьом нашим хлопцям. | Праві лапки |

В день свого дебюту Кейдж прочитав промо, в якому розповів про те, як він пішов із WWE, а також заявив, що збирається відібрати титул Чемпіона Світу NWA у Джеффа Джарретта. Одразу після цього на ринг вийшла Команда Канадців, яка запропонувала Кейджу приєднатися до себе і «Планети Джарретта» і одягнути футболку з логотипом команди. Крістіан спершу погодився, однак потім на цьому самому PPV, об'єднавшись з братами Дадлі, він проводить чемпіону світу «3D», зриває з себе футболку канадців, під якою виявляється футболка TNA. Таким чином він стає фейсом. На Impact! 8 грудня Крістіан провів свій дебютний матч у TNA проти Боббі Руда, в якому одержав перемогу. На шоу Turning Point Кейдж переміг Монті Брауна після коронного «Unprettier» у бою за претенденство № 1 на титул Чемпіона Світу NWA. В січні на шоу Final Resolution 2006 Крістіан Кейдж у команді зі Стінгом перемогли Джеффа Джарретта і Монті Брауна. На PPV Against All Odds Кейдж, незважаючи на втручання Гейл Кім, переміг Джарретта і вперше у своїй кар'єрі став Чемпіоном Світу NWA, ставши при цьому третім канадцем, який завойовував цей титул. На шоу Destination X Крістіан захистив свій титул від Монті Брауна. Наступним захистом чемпіонського звання став поєдинок у залізній клітці на LockDown!, де Ресо зустрівся з Ебісс. Після того, як Крістіан провів своєму супернику «Unprettier» на канцелярські кнопки, він зміг здобути перемогу і захистити титул. На шоу Sacrifice Кейдж знову захистив титул від Ебісса у матчі Full Metal Mayhem. 18 червня на Slammiversary Крістіан у поєдинку King of the Mountain програє титул Джеффу Джарретту, який стає новим Чемпіоном Світу NWA.

#### Фьюди і друге чемпіонство NWA (2006–2008); повернення у 2012 році

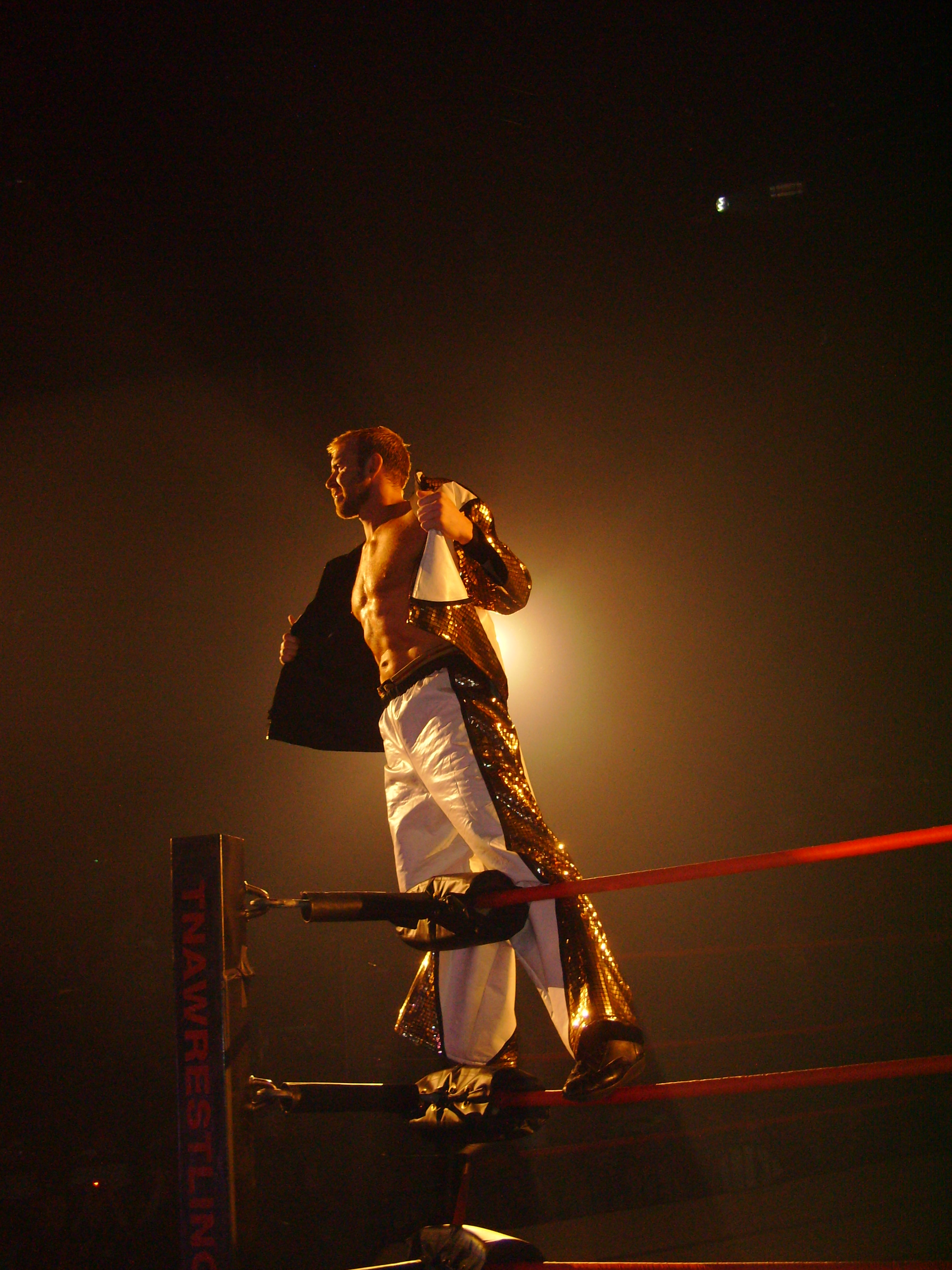
Крістіан на TNA live event у 2007 році

На Victory Road Кейдж не зміг виграти у фатальному чотиристоронньому матчі за претенденство № 1 на титул Чемпіона Світу NWA, програвши Стінгу. 13 серпня на Hard Justice Крістіан зробив хіл-тьорн, ударивши гітарою Стінга під час поєдинку останнього з Джарреттом за титул Чемпіона NWA у важкій вазі. Після цього він дозволив Джаретту утримати Стінга і, таким чином, захистити титул Чемпіона світу у важкій вазі. Починаючи з 24 серпня у Кейджа зав'язався фьюд із колишнім другом Носорогом. На шоу No Surrender Крістіан зустрівся в бою із Носорогом і переміг. На PPV Bound For Glory Кейдж знову переміг Носорога у «8-Mile Street Fight». 16 листопада на Impact! відбувся фінальний поєдинок (Six sides of steel barbed wire cage grudge match) між двома реслерами, в якому переміг Крістіан. 23 листопада у TNA дебютував Томко, який втрутився у поєдинок між Крістіаном і Стінгом за претенденство № 1 на титул Чемпіона Світу NWA, провівши Стінгу «Argntine Neckbreaker». На шоу Turning Point 2006 Кейдж, попри допомогу з боку Томко, не зміг виграти титул Чемпіона NWA у тристоронньому матчі між ним, Стінгом і Ебіссом після того, як Ебісс провів Стінгу «Black Hole Slam» й утримав його. На шоу Final Resolution 2007 відбувся бій на вибування між Ебіссом, Стінгом і Крістіаном за титул Чемпіона NWA. Переміг Кейдж після того, як утримав Стінга, ставши дворазовим Чемпіоном NWA.

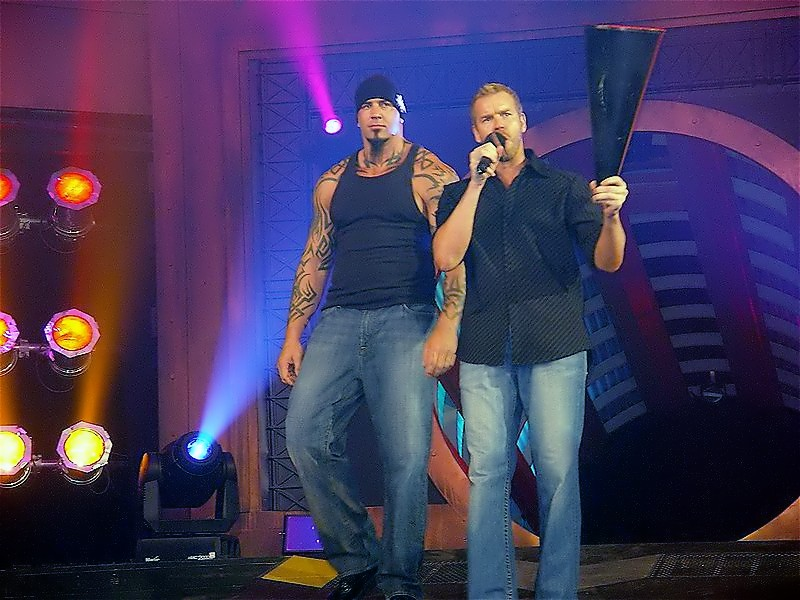
Крістіан (справа) і Томко (зліва) знову об’єднались під час перебування в TNA у Коаліцію Крістіана

На PPV Against All Odds Крістіан (який отримав нове прізвисько Instant Classic) захистив свій титул від Курта Енгла. На наступному Impact! відбулась Королівська битва 15-ти чоловік за звання претендента № 1 на титул Чемпіона NWA, який повинен буде зустрітися із чемпіоном на шоу Destination-X. У ній перемогу здобув Самоа Джо. Однак на Destination-X Джо програє Кейджу після того, як останній зробив утримання, закинувши при цьому ноги на канат. На Impact! 15 березня Джим Корнетт призначає капітанами команд Курта Енгла і Крістіана Кейджа на матч Lethal Lockdown, який повинен був відбутися на PPV LockDown!. У команду Крістіана, окрім самого капітана, ввійшли Ей Джей Стайлз, Скотт Штайнер, Ебісс і Томко, а до команди Енгла, за винятком самого Курта, увійшли також Самоа Джо, Носоріг, Стінг і Джефф Джарретт. На LockDown! перемогла команда Енгла. На Impact! 19 квітня Крістіан і Ебісс отримали шанс виграти Командне чемпіонство TNA, проте програли команді 3D. Через тиждень Кейдж захистив свій титул від Стінга через дискваліфікацію суперника. На Sacrifice у тристоронньому матчі Крістіан програє титул Курту Енглу. На шоу Slammiversary у поєдинку King of the Mountain Крістіан не зміг повернути собі титул (який після шоу Sacrifice став вакантним). 28 червня на Impact! Кейдж змагався у тристороньому матчі проти Енгла і Носорога за титул Чемпіона TNA. В тому бою переміг Курт Енгл. 12 липня на Impact! відбувся бій між чотирма чемпіонами (Енглом, Джо, Братом Реєм і Братом Дівоном) проти Коаліції Крістіана, до складу якої входили Крістіан, Ей Джей Стайлз, Томко і Роберт Руд. Перемогли перші. На шоу Victory Road Кейдж зустрівся в матчі проти Кріса Харріса, в якому за допомогою Томко і Дастіна Родеса переміг. На PPV Hard Justice Крістіан у команді із Ей Джей Стайлзом і Томко програють Ебіссу, Стінгу і Ендрю Мартіну (відомішому як Тест) в поєдинку Doomsday Chamber of Blood. На PPV No Surrender Кейдж переміг по дискваліфікації Самоа Джо у поєдинку один на один через те, що Джо почав душити Крістіана рушником. На шоу Bound For Glory 2007 Крістіан програв Самоа Джо після коронного «Muscle Buster» і «Cocina Clutch», таким чином перервавши свій 23-місячний стрік без поразок через утримання чи підкорення. На наступному Impact! Джим Корнетт призначив турнір Fight For The Right, переможець якого матиме право зустрітись із Чемпіоном TNA у важкій вазі. Крістіан у чвертьфіналі переміг Самоа Джо, а у півфіналі — Кріса Харріса. У фіналі турніру 8 листопада Кейдж за допомогою драбини переміг Каза. Однак після матчу вийшли Джим Корнетт і Метт Морган і заявили, що Крістіан переміг не чесно, і тому Джим призначив ще один фінал турніру на шоу Genesis. Це повинен був бути матч з драбинами. На Genesis Кейдж програє Казаріану. На цьому ж шоу Стайлз і Томко допомогли Курту Енглу і Кевіну Нешу перемогти Стінга і Букера Ті. Через тиждень Енгл проголошує їх членами Альянсу Енгла. 29 листопада відбувся бій між Альянсом Енгла і Крістіаном проти Джо, Штайнера, Каза і Ебісса. Перемогли останні. На Turning Point Кейдж у команді з Рудом програють бій Букеру Ті і Казу. Після поєдинку Крістіан і Руд почали з'ясовувати, хто ж винен у їхній поразці, і ледь не побилися. 6 грудня на Impact! Крістіан взяв участь у матчі п'ять на п'ять, в якому його команда (до якой входили також Енгл, Томко, Стайлз і Руд) програє Самоа Джо, Кевіну Нешу, Казу, Букеру Ті і Еріку Янгу. Після поєдинку Кейдж звинуватив у поразці Роберта Руда. Раптом Енгл атакував Крістіана чемпіонським поясом, після чого почав збивати канадця разом із Рудом. На допомогу Кейджу прийшов Ей Джей Стайлз, а Томко просто покинув ринг. На шоу Final Resolution 2008 (яке проходило в січні) Крістіан програв Енглу матч за Чемпіонство TNA, під час якого Ей Джей Стайлз зрадив і атакував його. Таким чином, Christian Coalition розпалася.

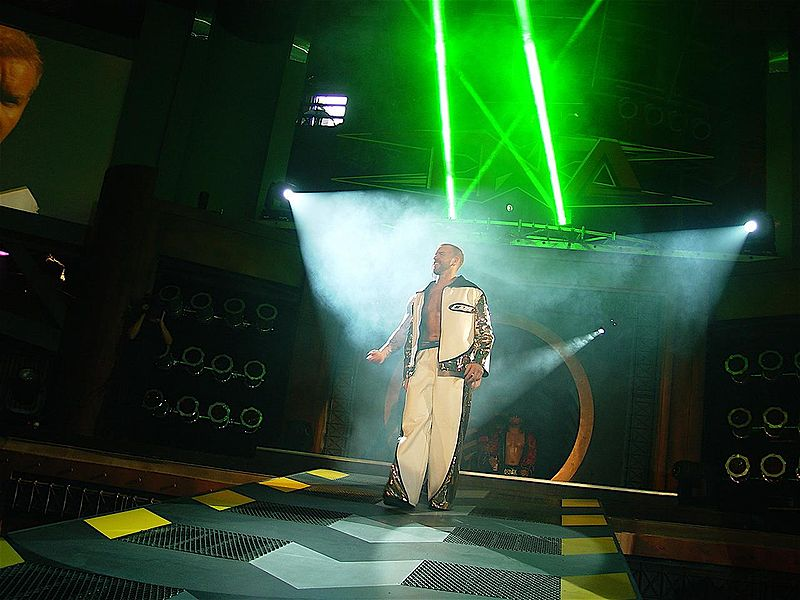
Крістіан наближається до рингу в серпні 2007 року

На шоу Against All Odds Кейдж знову програє Енглу в поєдинку за титул Чемпіона TNA. На Destination X Крістіан у команді з Нешом і Джо перемогли Стайлза, Енгла і Томко. На PPV Lockdown, що проходило 13 квітня, Крістіан, Неш, Морган, Носоріг і Стінг перемогли Стайлза, Брата Рея, Брата Дівона, Шторма і Томко у матчі Lethal Lockdown. Після цього Кейдж став виступати у команді з Носорогом. Вони змагалися у The Deuce's Wild Tag Team Tournament за вакантне Командне чемпіонство TNA, однак на шоу Sacrifice не змогли перемогти у ньому. 8 червня на PPV Slammiversary Крістіан взяв участь у матчі King of the Mountain за титул Чемпіона TNA у важкій вазі, однак програв чемпіону — Самоа Джо. На шоу Victory Road Кейдж у команді з Носорогом і Ей Джей Стайлзом програли Брату Рею, Брату Дівону і Курту Енглу в матчі Full Metal Mayhem. 10 серпня на шоу Hard Justice Крістіан і Носоріг перемогли команду 3D у New Jersey Street Fight. Кейдж взяв участь у поєдинку Three Ways to Glory на шоу No Surrender за титул Чемпіона TNA, однак програв Самоа Джо. На Bound for Glory IV Крістіан взяв участь у матчі 3-Way War проти Стайлза і Букера Ті, в якому перемогу здобув останній. На шоу Turning Point 9 листопада відбувся бій між Кейджом і Букером Ті за TNA Legends Title. Умовою того матчу було те, що якщо Крістіан програє, то він приєднується до новоствореного угрупування Main Event Mafia. Букер переміг Кейджа. На Impact! 13 листопада Крістіан востаннє появився у TNA, де спершу був введений у Main Event Mafia, але потім його атакували і «травмували» Енгл, Неш, Букер Ті і Скотт Штайнер після того, як Енгл дізнався, що Крістіан повернеться до WWE після завершення контракту з TNA. У листопаді контракт Крістіана з TNA закінчився, і він вирішив повернутися у WWE. Сонджей Датт так висловився щодо цього:
" Пам'ятаю, казали, що це все через гроші, але важко уявити себе на його місці. Йому випала можливість повернутися до Вінса Макмена і знову отримувати гроші, які він отримував раніше. Це абсолютно не можна порівняти з його зарплатою в TNA. Плюс це не тільки великі гроші, це ще й можливість виступати на значно вищому рівні, перед більш широкою аудиторією. Він хотів спробувати щось і ще — можливо, спробувати кар'єру актора чи щось тому подібне. Тому WWE — це була можливість вийти на інший рівень. Ті, хто були там, а потім перейшли в TNA, рано чи пізно помічають різницю. І починають сумувати за тими часами. Тому у нього з'явилась можливість повернути ті часи, і він нею скористався. Як на мене, це достатньо очевидно ".
Оригінальний текст (англ.)
I heard it was over pay, but if you put yourself in this guys shoes if he’s got an opportunity to go back to Vince McMahon and make the money that he was making compared to what he’s doing in TNA. Also man a lot of the time for guys it’s not just about the money but it’s about being presented in a bigger light, and he wanted to do other stuff I think he wants to do acting and stuff and maybe WWE is the ticket to jumpstart himself into other ventures and stuff. Guys that have been there and done that and then come to TNA they sometimes at a point, I think you kind of realize the ventures I want to do, maybe this isn’t the catapult that I need to get into those other things and he went back. I think it’s pretty much cut and dry.
У 2012 році Ресо повернувся на один вечір у TNA на шоу Slammiversary під своїм старим ім'ям Крістіан Кейдж для того, щоб оголосити момент № 1 в історії TNA за підсумками голосування фанатів. Ним стало повернення Стінга до TNA 15 січня 2006 року, щоб позмагатися із Джеффом Джарреттом. Під час виступу Кейджа не було зроблено жодної згадки про WWE, оскільки це була всього одноразова угода між двома промоушенами в обмін на те, що TNA дозволяє Ріку Флеру відвідати церемонію WWE Hall of Fame.

### Виступи у незалежних федераціях (2006)
У 2006 році Ресо під своїм сценічним ім'ям «Крістіан Кейдж» виступив тричі у федерації One Pro Wrestling (1PW) і двічі у федерації Ring of Honor (ROH). У One Pro Wrestling він вперше з'явився 4 березня на All or Nothing: Night 1 event, де переміг Носорога. Другий раз Крістіана можна було побачити у цій федерації на Know Your Enemy: Night 1 event 26 травня, де він здолав Стіва Коріно. Наступного дня, 27 травня, Ресо втретє змагався у 1PW на Know Your Enemy: Night 2 event, де у тристоронньому матчі за титул 1PW Чемпіона світу у важкій вазі програв Стіву Коріно. У ROH Кейдж вперше появився 12 травня на шоу How We Roll, де у команді з Кольтом Кабаною переміг Браяна Денієлсона і Крістофера Денієлса. Вдруге Крістіан був на ROH Generation Now 29 липня, де програв в одиночному матчі Крістоферу Денієлсу.

### New Japan Pro-Wrestling (2008)
4 січня 2008 року Кейдж, маючи контракт з TNA, виступив один раз на New Japan Pro-Wrestling (NJPW) на Wrestle Kingdom II, об'єднавшись з товаришами по TNA Ей Джей Стайлзом та Піті Вільямсом, щоб перемогти RISE (Мілано Колекшн A.T, Мінору та Принц Девітт).

### Повернення до WWE

#### Чемпіон ECW (2009–2010)

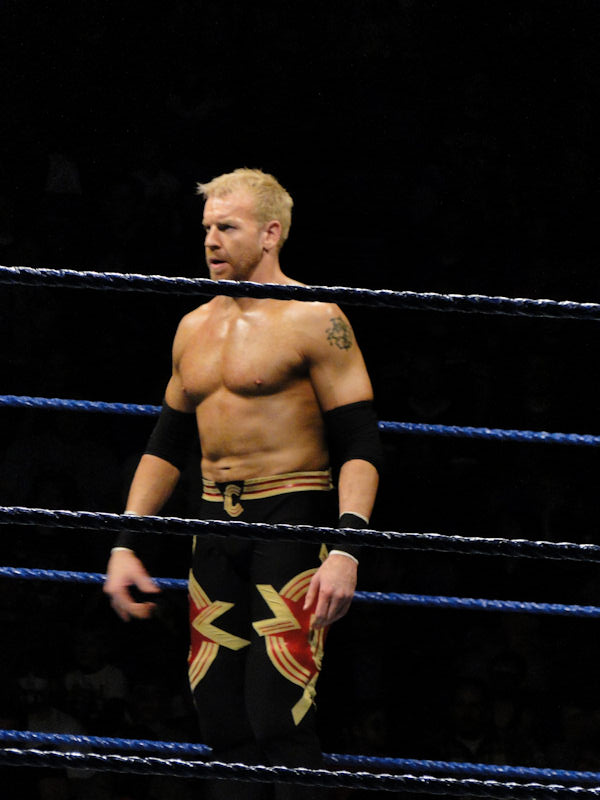
Крістіан на WWE live event у 2009 році під час свого другого перебування в промоушені

У січні 2009 року президент TNA Діксі Картер пітвердила, що контракт Ресо з TNA закінчився і він підписав новий контракт з World Wrestling Entertainment (WWE). Ресо повернувся до WWE 10 лютого на бренд ECW під своїм старим сценічним ім’ям «Крістіан». Він вступив у суперечку з на той момент Чемпіоном ECW Джеком Сваггером. На цьому ж шоу Крістіан у своєму першому після повернення матчі переміг Сваггера. 24 лютого на ECW він знову зустрівся зі Сваггером у поєдинку за пояс Чемпіона ECW, однак програв. 10 березня Крістіан виграв Королівську битву з п’ятнадцяти чоловік від трьох брендів, гарантувавши собі тим самим участь у матчі із драбинами Money in the bank на Реслманії 25. 5 квітня на Реслманії Крістіан не зміг перемогти у матчі із драбинами Money in the bank, програвши СМ Панку.
Крістіан виграв турнір на вибування і став претендентом номер один на Чемпіонство ECW, одержавши матч за чемпіонський пояс на Backlash.  26 квітня на Backlash Крістіан переміг Сваггера і виграв Чемпіонство ECW. Цей титул став першим для Крістіана після повернення. 17 травня на Judgment Day Крістіан захистив свій пояс від Сваггера, однак 7 червня на Extreme Rules він втратив його у тристоронньому хардкорному матчі Томмі Дрімеру (в поєдинку також брав участь Сваггер). Після цього Крістіан намагався повернути собі чемпіонський пояс (на Raw 15 червня і на шоу The Bash 28 червня), проте зазнав невдачі. 
Але 26 липня на Night of Champions Крістіан переміг Дрімера, ставши дворазовим Чемпіоном ECW.
4 серпня на випуску ECW Крістіан захистив свій титул від Томмі Дрімера у матчі за екстримальними правилами. Наступним претендентом на чемпіонський титул став Вільям Рігал. 23 серпня на SummerSlam Крістіан переміг його, захистивши пояс. 13 вересня на Breaking Point Рігал знову спробував виграти чемпіонський титул, але Крістіан переміг його. 22 вересня на ECW Крістіан захистив свій чемпіонський пояс від Зака Райдера, а 27 жовтня — від Йоші Татсу. 
22 листопада на Survivor Series Крістіан був частиною команди Кінгстона у матчі п’ять на п’ять на вибування, в якому він усунув Теда Дібіасі і Коді Роудса перед тим, як бути усуненим Ренді Ортоном. 13 грудня на шоу TLC: Tables, Ladders & Chairs Крістіан переміг Шелтона Бенджаміна в матчі з драбинами за Чемпіонство ECW. Наприкінці грудня 2009 року Крістіан став найтривалішим чемпіоном ECW в WWE-ері. 31 січня 2010 року на Королівській битві Крістіан захистив свій пояс від Ізекіля Джексона. Однак 16 лютого на останньому випуску ECW Крістіан втратив пояс чемпіона ECW Джексону в поєдинку за екстримальними правилами.

#### Різні ворожнечі;шлях до Чемпіонства світу у важкій вазі (2010—2011)

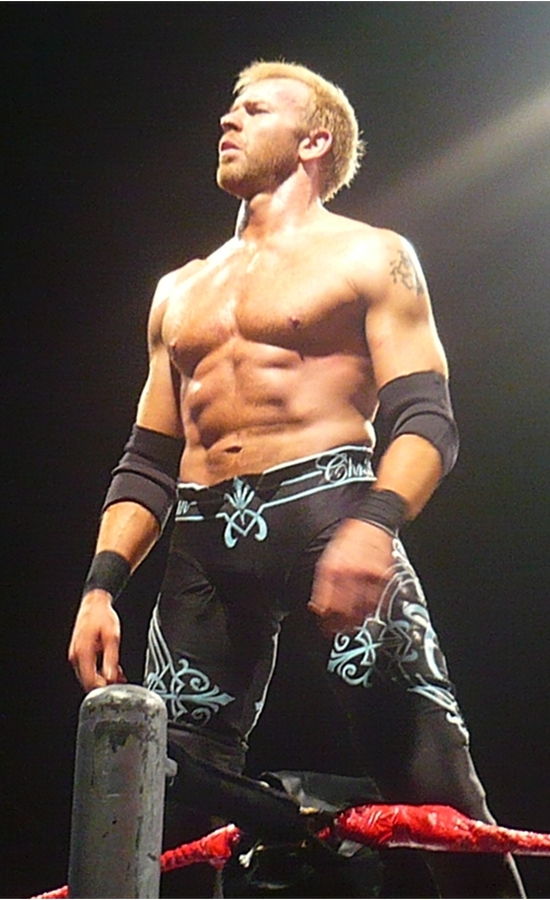
Крістіан на WWE live event у квітні 2010 року

Після втрати титулу Чемпіона ECW Крістіан перейшов на бренд Raw і зосередився на тому, щоб потрапити на Реслманію. Для цього на Raw від 22 лютого він переміг Карліто, тим самим гарантувавши собі участь у поєдинку Money in the Bank ladder match на Реслманії XXVI. Також на цьому Raw було оголошено, що Крістіан стане наставником для новачка NXT Хіта Слейтера. Однак на Реслманії, яка пройшла 28 березня 2010 року, Ресо не зміг перемогти, програвши Джеку Сваггеру. Після цього шоу Крістіан повернувся на Smackdown! в результаті драфту. Після повернення канадець взяв участь у турнірі за Інтерконтинентальне чемпіонство, перемігши на шляху до фіналу Коді Роудса, однак у фіналі програв Кофі Кінгстону. 18 липня на Money in the Bank ladder match від Smackdown Крістіан не зміг здобути кейс, програвши Кейну.
У вересні Ресо провів всього один бій, травмувавши грудний м'яз, через що він був змушений пропустити шість місяців. Але WWE оголосило, що Вільям пропустить чотири місяці. Також WWE включила цю травму у фьюд між ним та Альберто Дель Ріо, який на Smackdown! 24 вересня атакував Крістіана за кулісами. На шоу Elimination Chamber 20 лютого 2011 року Ресо повернувся, врятувавши свого друга Еджа від нападу Дель Ріо, провівши останньому «Killswitch». На Raw від 7 березня Крістіан провів свій перший поєдинок після повернення, перемігши Бродуса Клея. 11 березня на Smackdown! Ресо об'єднався з Еджем у команду, перемігши Дель Ріо і Клея. На Реслманії XXVII Крістіан стояв у куті Еджа, який захищав свій титул Чемпіона світу у важкій вазі від Альберто Дель Ріо.
11 квітня 2011 року чинний Чемпіон світу у важкій вазі Едж оголосив про завершення професійної кар'єри. Через це титул став вакантним. 15 квітня на SmackDown! Крістіан виграв у Королівській битві 20 чоловіків, ставши претендентом на титул Чемпіона світу, який зустрінеться з Дель Ріо на шоу Extreme Rules. На PPV Extreme Rules Ресо переміг Альберто Дель Ріо, ставши вперше у своїй кар'єрі Чемпіоном світу у важкій вазі. 6 травня на Smackdown! (через п'ять днів після Extreme Rules) Крістіан змушений був захищати титул від Ренді Ортона, однак не зміг цього зробити, таким чином втративши титул. На шоу Over the Limit Крістіан програв Ортону у матчі за титул Чемпіона світу у важкій вазі. На Smackdown! 3 червня Крістіан зробив тьорн-хіл, вдаривши Ортона чемпіонським поясом. На PPV Capitol Punishment Ресо знову програв Ренді у матчі за титул. На шоу Money in the Bank 2011 Крістіан виграв титул Чемпіона світу у важкій вазі через дискваліфікацію суперника (Ортон вдарив його між ноги). Але уже на наступному шоу SummerSlam канадець втрачає свій пояс у No Holds Barred match. На Smackdown! 30 серпня Крістіан зустрівся з Ортоном у сталевій клітці за титул Чемпіона світу у важкій вазі, але програв. Так завершився їх фьюд. 20 вересня на Smackdown! Ресо отримав шанс здобути Світове чемпіонство у поєдинку з лісорубами проти Чемпіона світу у важкій вазі Марка Генрі, але зазнав невдачі. Після цього у канадця почалася суперечка з Шеймусом, яка привела до їхніх матчів на шоу Hell in a Cell і Vengeance, де Крістіан двічі програв. 4 листопада на Smackdown Біг Шоу виконав чоук-слем на Крістіані, який таким чином одержав сценарну травму шиї, через яку не виступав того вечора і почав носити шийний комірець. 9 листопада під час Європейського туру WWE Крістіан травмував щиколотку, через що не узяв участі у шоу Survivor Series 2011. У грудні він з'явився на Slammy Awards і WWE Tribute to the Troops.

#### Інтерконтинентальне чемпіонство і травма (2012)

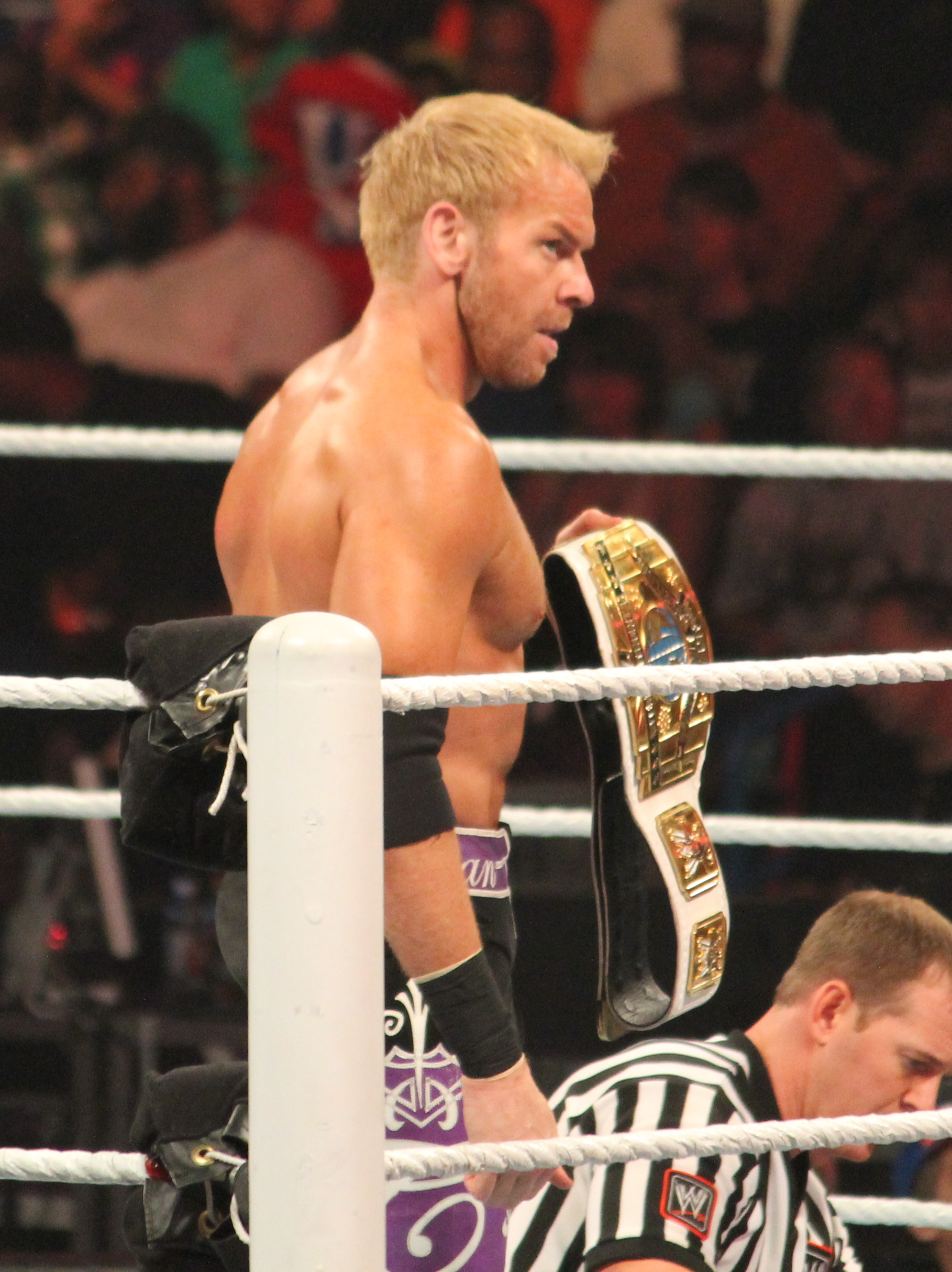
Крістіан під час четвертого володіння Інтерконтинентальним титулом

Повернення Крістіана відбулося 19 лютого 2012 року на шоу Elimination Chamber для того, щоб підтримати Джона Лаурінайтеса. Однак уже 26 березня на Raw Крістіан у матчі проти СМ Панка отримав кейфебну травму, яка завадила йому узяти участь у Реслманії XXVIII. Попри це, Крістіан з'явився на церемонії WWE Hall of Fame, щоб ввести туди свого друга Еджа. На шоу Over the Limit 2012 20 травня Крістіан повернувся і переміг у «People Power» battle royal. Ця перемога дозволила обирати Ресо, за який титул йому змагатися — Інтерконтинентального чемпіона чи Чемпіона США. Пізніше на цьому самому шоу Крістіан переміг Коді Роудса, ставши новим Інтерконтинентальним чемпіоном (четвертий раз у своїй кар'єрі). Так Ресо знову став фейсом. На шоу No Way Out Крістіан успішно захистив титул від Роудса. Ресо взяв участь у шоу Money in the Bank від Smackdown!, проте перемогу в тому поєдинку здобув Дольф Зігглер. 23 липня на тисячному епізоді шоу Raw Крістіан втратив свій титул Мізу, а 27 липня на Smackdown! не зміг взяти реванш. У середині 2012 року Крістіан взяв відпустку у зв'язку з травмою плеча.

#### Повернення (2013-2014)
Крістіан повернувся 17 червня 2013 року на Raw. Він став «великим сюрпризом» для вболівальників від Генерального менеджера Raw Віккі Герреро. На цьому шоу Ресо переміг Вейда Барретта у першому для себе за останні десять місяців матчі. Того ж тижня на Smackdown! Крістіан переміг Дрю Макінтайєра, але після поєдинку був атакований угрупованням Щит. 28 червня на Smackdown! Ресо у команді з братами Усос перемогли Щит, завдавши цій команді другу в їх історії поразку в матчах 3 Х 3. На шоу Money in the Bank Крістіан взяв участь у матчі за кейс від арени Raw, але програв Ренді Ортону. В тому матчі у Ресо відколовся зуб після сильного удару від Шеймуса через сходинки драбини. 29 липня на Raw Крістіан переміг Чемпіона світу у важкій вазі Альберто Дель Ріо у матчі без титулу на кону. Того ж тижня на Smackdown! він переміг РВД і Ортона у тристоронньому матчі, ставши претендентом № 1 на титул Чемпіона світу у важкій вазі. Після бою Крістіан був атакований Дель Ріо під час післяматчевого інтерв’ю. 9 серпня на Smackdown! Крістіан переміг Дель Ріо в поєдинку без титулу на кону. 18 серпня на шоу SummerSlam він програв Дель Ріо у матчі за титул Чемпіона світу у важкій вазі. 9 вересня на Raw Щит напав на Крістіана, що було повідомленням для всіх, хто зневажає Тріпл Ейча, в тому числі для Еджа, який висловив думку про нещодавнє зловживання владою Гравцем. Того ж тижня на Smackdown! Едж пообіцяв, що Крістіан невдовзі повернеться і помститься. Крістіан повернувся і з’явився на Slammy Awards, де він вручив нагороду і з’явився в сегменті, в якому брали участь Джон Сіна та Ренді Ортон.
Крістіан повернувся 31 січня 2014 року на SmackDown!, щоб перемогти Джека Сваггера у відбірковому матчі на Elimination Chamber за титул Чемпіона світу у важкій вазі. 17 лютого на Raw він напав ззаду на Денієла Браяна, знущаючись з нього впродовж матчу, зробивши таким чином хіл-тьорн. 23 лютого на Elimination Chamber Крістіан усунув Шеймуса перед тим, як його елімінував Денієл Браян. 24 березня на Raw Крістіан виграв чотиристоронній матч у Альберто Дель Ріо, Дольфа Зігглера і Шеймуса, щоб кинути виклик Біг І за титул Інтерконтинентального чемпіона, однак цього не відбулось через те, що Крістіан одержав струс мозку. Таким чином, цей бій став останнім у його професійній кар’єрі.

#### Закінчення кар’єри і періодичні появи (2014—)

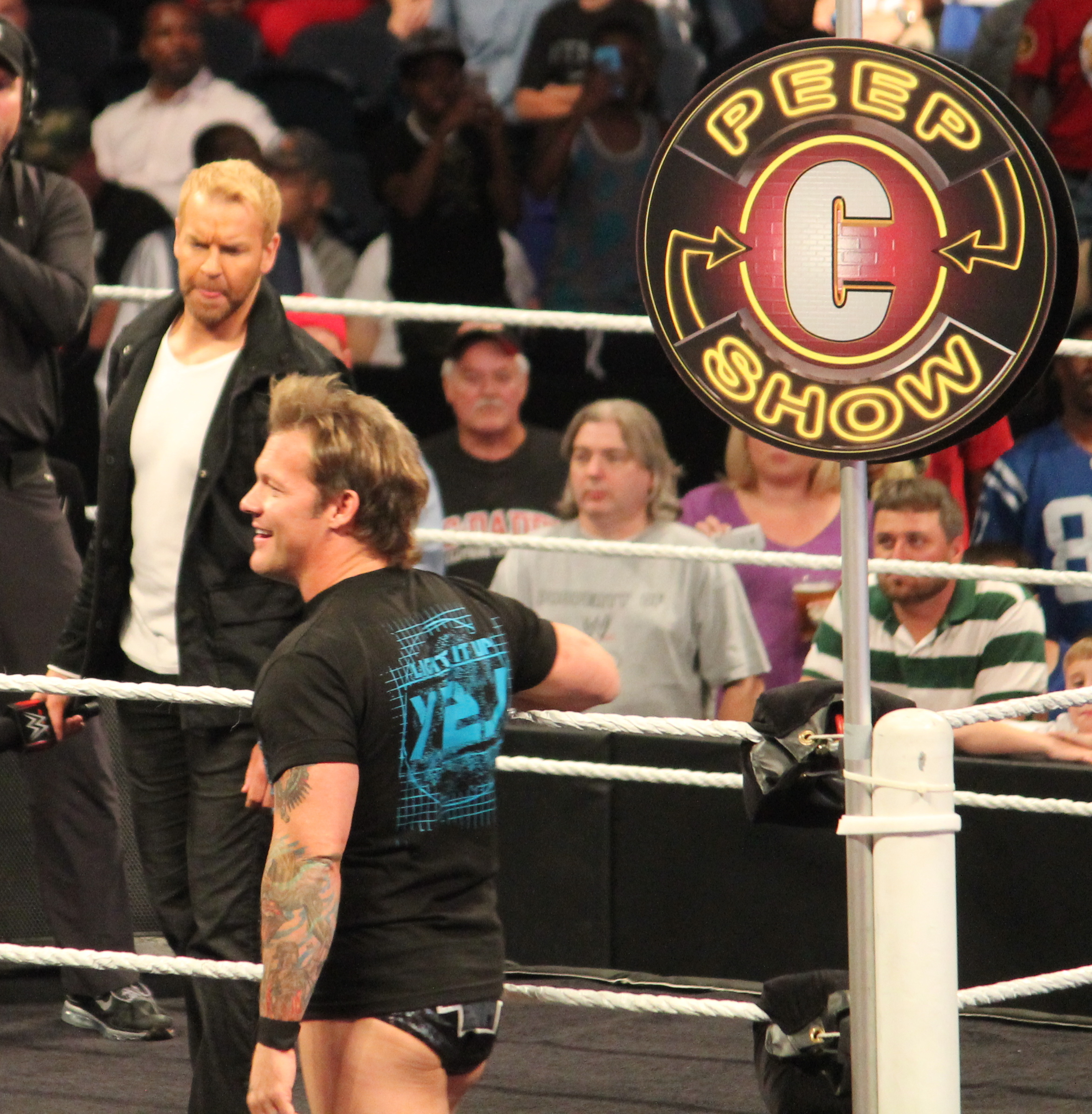
Крістіан веде The Peep Show з гостем Крісом Джеріко у вересні 2014 року

Після отримання струсу мозку, Крістіан з’являвся як фейс, щоб взяти участь в обговореннях на пре-шоу до NXT TakeOver, Money in the Bank і Battleground. У 2014 році він продовжив вести програму The Peep Show з Крісом Джеріко на Night of Champions у вересні і з Діном Емброусом 7 листопада на SmackDown!
Едж і Крістіан були запрошеними гостями на Raw 29 грудня, де коментатор WWE Джеррі Лоулер заявив, що Крістіан завершив кар’єру через велику кількість струсів мозку, які він одержав на ринзі. Pro Wrestling Insider підтвердив заяву Лоулера, додаючи, що через численні струси мозку та інші травми компанія розглядала відхід Крістіана в ролі активного реслера. 27 жовтня 2015 року профіль Крістіана був переміщений до секції колишніх реслерів на WWE.com і було зазначено, що він закінчив активні виступи. 2 березня 2016 року в епізоді Talk Is Jericho, Крістіан заявив, що, хоча у нього не було офіційної дискусії з керівництвом щодо виходу на пенсію, він навряд чи зможе знову займатися реслінгом. Він підтвердив свій статус 22 вересня 2017 року у випуску E&C's Pod of Awesomeness, сказавши: "Мені довелося вийти на пенсію, десь, приблизно, через 40 ... "причин струсу мозку ".

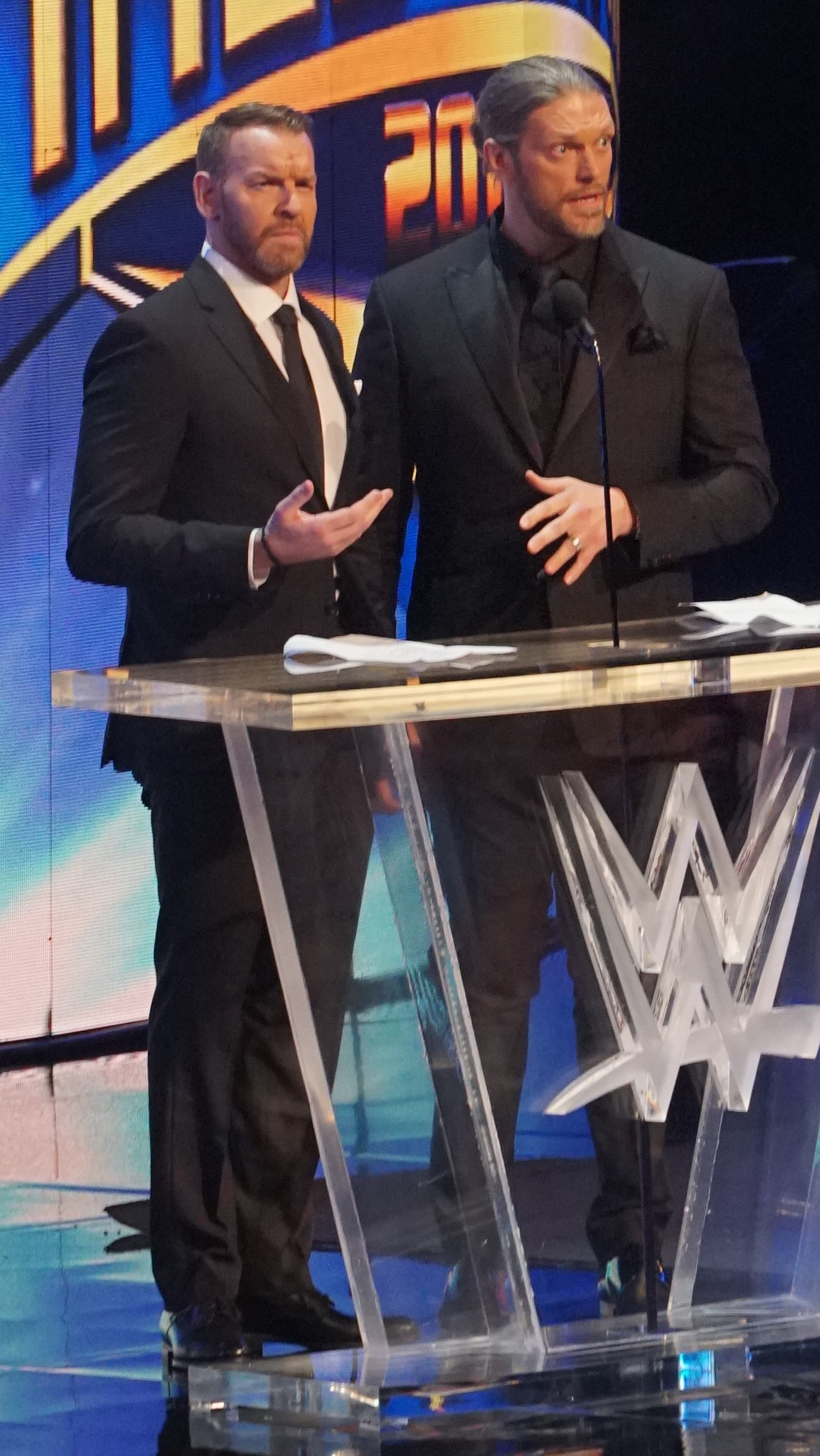
Крістіан і Едж на церемонії Залу Слави WWE у квітні 2018 року

Починаючи з 21 лютого 2016 року, Ресо почав з’являтися разом з Еджем в ексклюзивному для WWE Network The Edge and Christian Show That Totally Reeks of Awesomeness, але в липні 2017 року було оголошено, що шоу було скасовано.
У середині травня 2016 року стало відомо, що Ресо був звільнений від свого контракту. 22 червня в подкасті Talk Is Jericho, присвяченому трагедії Кріса Бенуа, Джеріко згадав Крістіана як приклад сучасних реслерів, які змушені були піти на пенсію, оскільки WWE більше не даватиме їм медичних дозволів через травми, пов’язані зі струсом мозку (це значною мірою було наслідком інциденту з Бенуа, а також кращого знання хронічної травматичної енцефалопатії та інших ризиків, пов’язаних зі струсом).
На Raw 25 Years 22 січня 2018 року Крістіан провів The Peep Show із спеціальними гостями Джейсоном Джорданом та Сетом Роллінсом, але пізніше воно було перервано через The Bar (Сезаро та Шеймус). 7 квітня Крістіан з'явився разом з Еджем, щоб ввести Дадлі Бойз у Зал слави WWE. У жовтні 2019 року Крістіан почав з’являтися як постійний учасник на WWE Backstage.

## Інші медіа
У 2007 році TNA Home Video випустило DVD з назвою The Instant Classic: Christian Cage, висвітлюючи початок його кар’єри в незалежних промоушенах та інші різні теми аж до його другого володіння титулом Чемпіона світу з важкої ваги NWA. Також Ресо присутній на DVD The Ladder Match 2: Crash and Burn. У вересні 2015 року Едж і Крістіан були гостями подкасту Стіва Остіна, який вийшов на WWE Network.
Він був персонажем у більшості відеоігор WWE, починаючи від WWF Attitude до WWE 2K19. Він також з'являється у відеогрі TNA iMPACT!.
Починаючи з березня 2017 року, Ресо проводив подкаст із Коуплендом під назвою "E&C's Pod Awesomeness".

### Вибрана фільмографія
| Рік  | Назва (оригінал)              | Роль                | Примітки |
| ---- | ----------------------------- | ------------------- | -------- |
| 2007 | Shoot 'Em Up                  | Сенатор гвардії     |          |
| 2007 | Dark Rising                   | Рікі                |          |
| 2009 | Bloodstained Memoirs          | Крістіан Кейдж      |          |
| 2010 | Medium Raw: Night of the Wolf | Офіцер Пейт Галлант |          |
| 2018 | Суперсітка                    | Кертіс              |          |
| 2020 | Cagefighter: Worlds Collide   | Стівен Дрейк        |          |

| Рік       | Назва (оригінал)      | Роль           | Примітки                      |
| --------- | --------------------- | -------------- | ----------------------------- |
| 2006      | Casino Cinema         | Крістіан Кейдж |                               |
| 2007      | Доктор Хаус           | Крістіан Кейдж | Епізод: Поводься по-дорослому |
| 2014–2015 | Haven                 | Мак-Г'ю        |                               |
| 2017      | Розслідування Мердока | Леонард Стокер |                               |
| 2019      | Knight Fight          | Гість          | 8 епізодів                    |

## Стиль в реслінгу та образ
Близько весни 2005 року Крістіан почав збільшувати лояльну фан-базу, незважаючи на його позиціонування як хіла, яких він називав своїми "Піпсами" ("Peeps"), "Peepulation" (гра слів з "population") або "Коаліція Крістіана". Він також створив ток-шоу під назвою The Peep Show.
Крістіан використовував перевернутий подвійний андерхук фейсбастер, який називався Killswitch, який також раніше був відомий як Unprettier і Impaler, як фінішер. Він також використовував  Spear як данину своєму другові Еджу, а також Frog Splash в пам'ять про Едді Герреро.

## Приватне життя
Ресо проживає у Тампі, Флорида, з його дружиною Деніз, німецькою моделлю, з якою він познайомився під час туру в Англії і одружився 25 травня 2001 року. 9 грудня 2013 року він оголосив, що взяв відпустку через повторювану постструсову симптоматику, під час якої дружина народила першу дитину, дочку на ім'я Ісла.

## На ринзі
- Фінішери

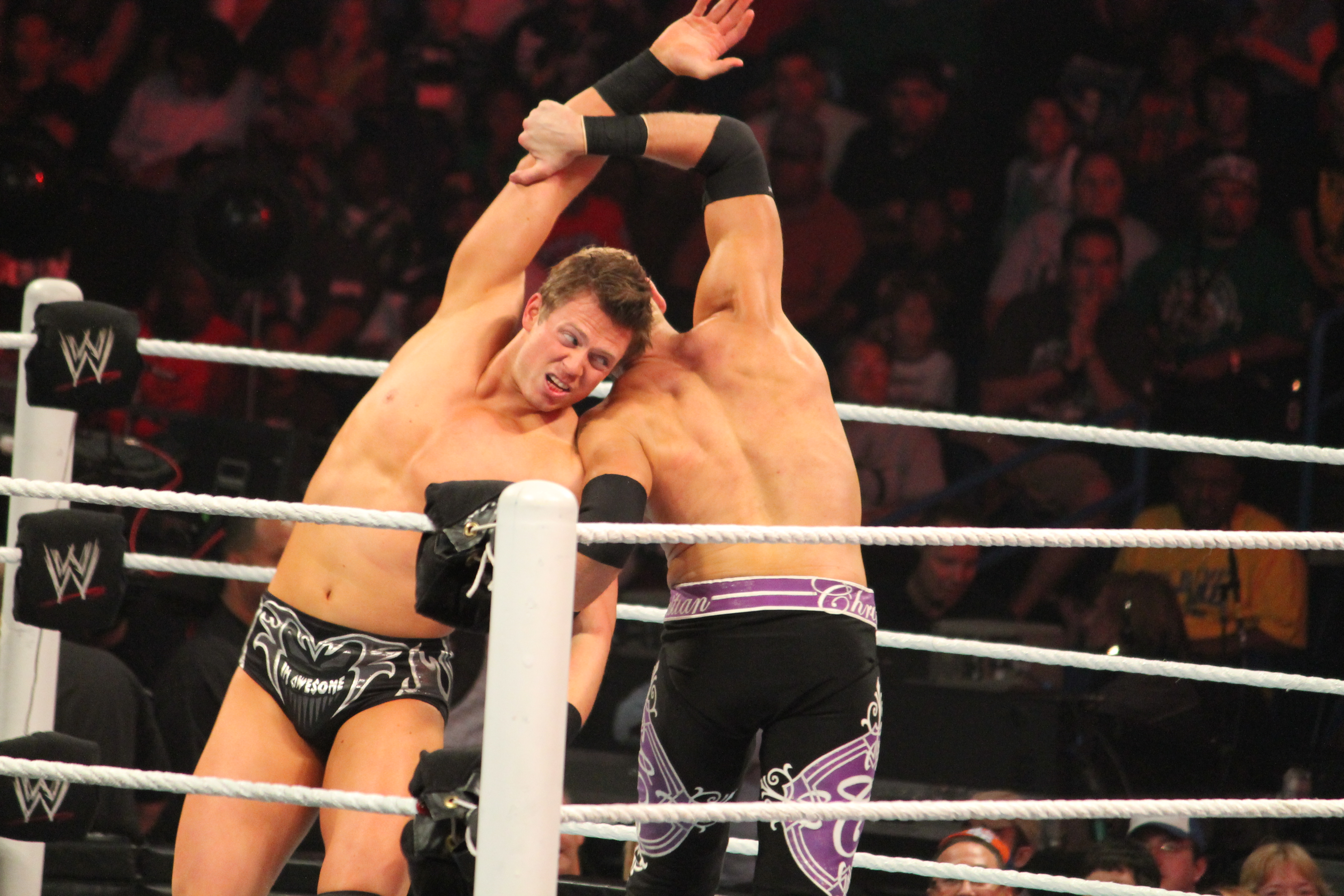
Крістіан виконує Killswitch на Мізі у 2012

  - Killswitch (WWE) / Unprettier (TNA / WWF/E) / Impaler (WWF)[247]
  - Spear (WWE) — з 2011; виконує в честь Еджа[244]
  - Frog splash — з 2012 (WWE); 2005–2008 (TNA) — виконує в честь Едді Герреро[245]

- Прізвиська
  - Christian[1]
  - Christian Cage[6]
  - Canadian Rage[248]
  - Suicide Blonde[4]
  - Conquistador Dos[5]
  - Male Nurse[248]
  - «Captain Charisma» (WWE / TNA)[3]
  - «Creepy Little Bastard» (WWE)[249]
  - «The New People's Champion» (WWE)[248]
  - «The Instant Classic» (TNA)[248]

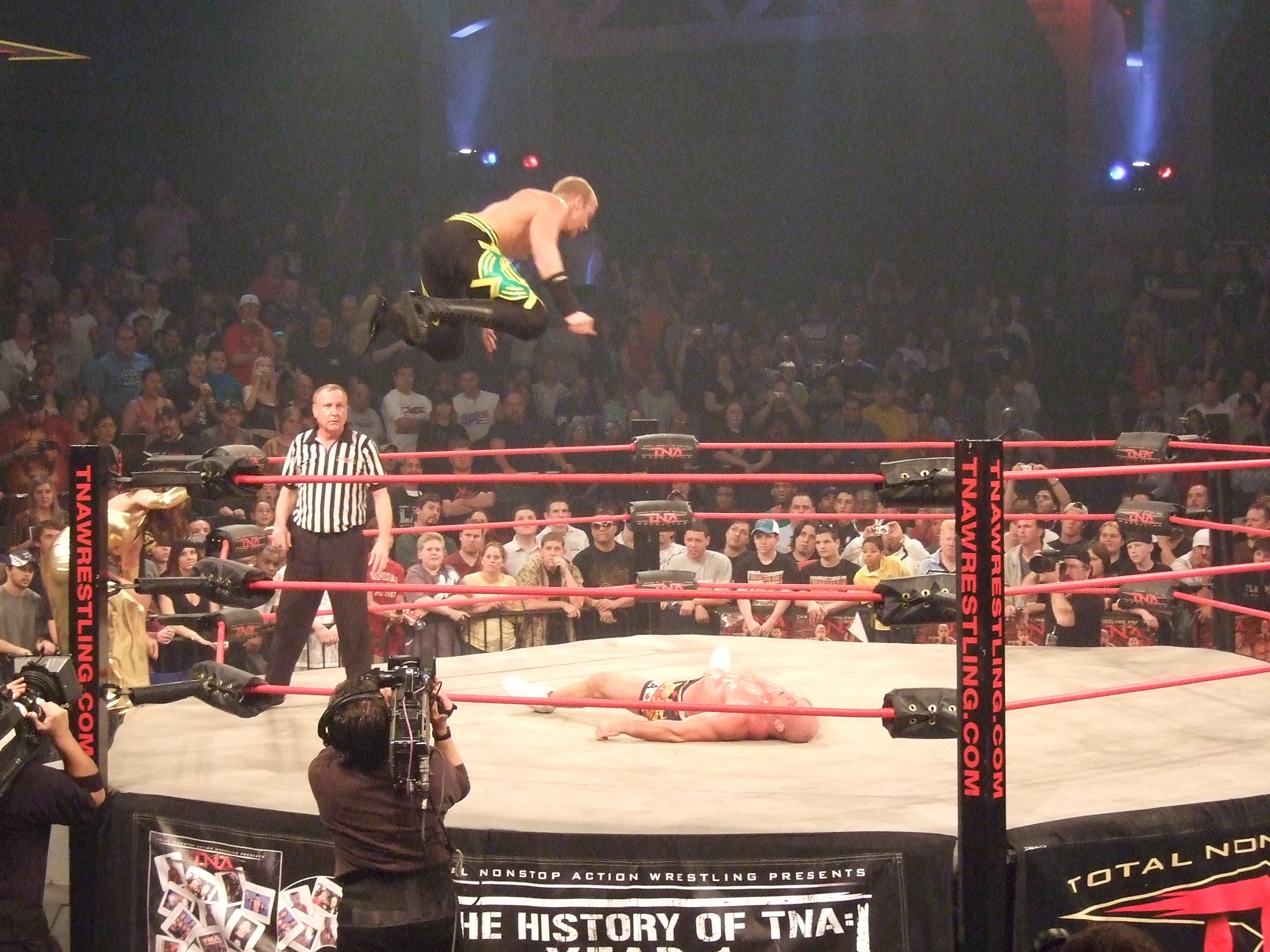
Крістіан виконує Frog splash Курту Енглу

  - «The Pontiff of the Peepulation» (WWE)[2]
- Музичні теми
  - «Blood» у виконанні Джима Джонсона (WWF) (1998)[2]
  - «Blood Brother» у виконанні Джима Джонсона (WWF) (1999)[2]
  - «On the Edge» у виконанні Джима Джонсона (WWF) (1999)[2]
  - «At Last» у виконанні Джима Джонсона (WWF) (2001)[2]
  - «At Last» mix у виконанні Джима Джонсона (WWE) (2002)[2]
  - «My Peeps» у виконанні Джима Джонсона (WWE) (2003)[2]
  - «Just Close Your Eyes» у виконанні Waterproof Blonde (WWE) (2004-2005)[2]
  - «Just Close Your Eyes» mix у виконанні Waterproof Blonde (WWE) (2004-2005)[2]
  - «Take Over» у виконанні Дейла Олівера (TNA) (2005)[2]
  - «Take Over» mix у виконанні Дейла Олівера (TNA) (2008)[2]
  - «Just Close Your Eyes» у виконанні Story of the Year (WWE) (2009)[2]
  - «Just Close Your Eyes» у виконанні Beldam's Gate (WWE) (2012)[2]

## Титули і досягнення
- East Coast Wrestling Association

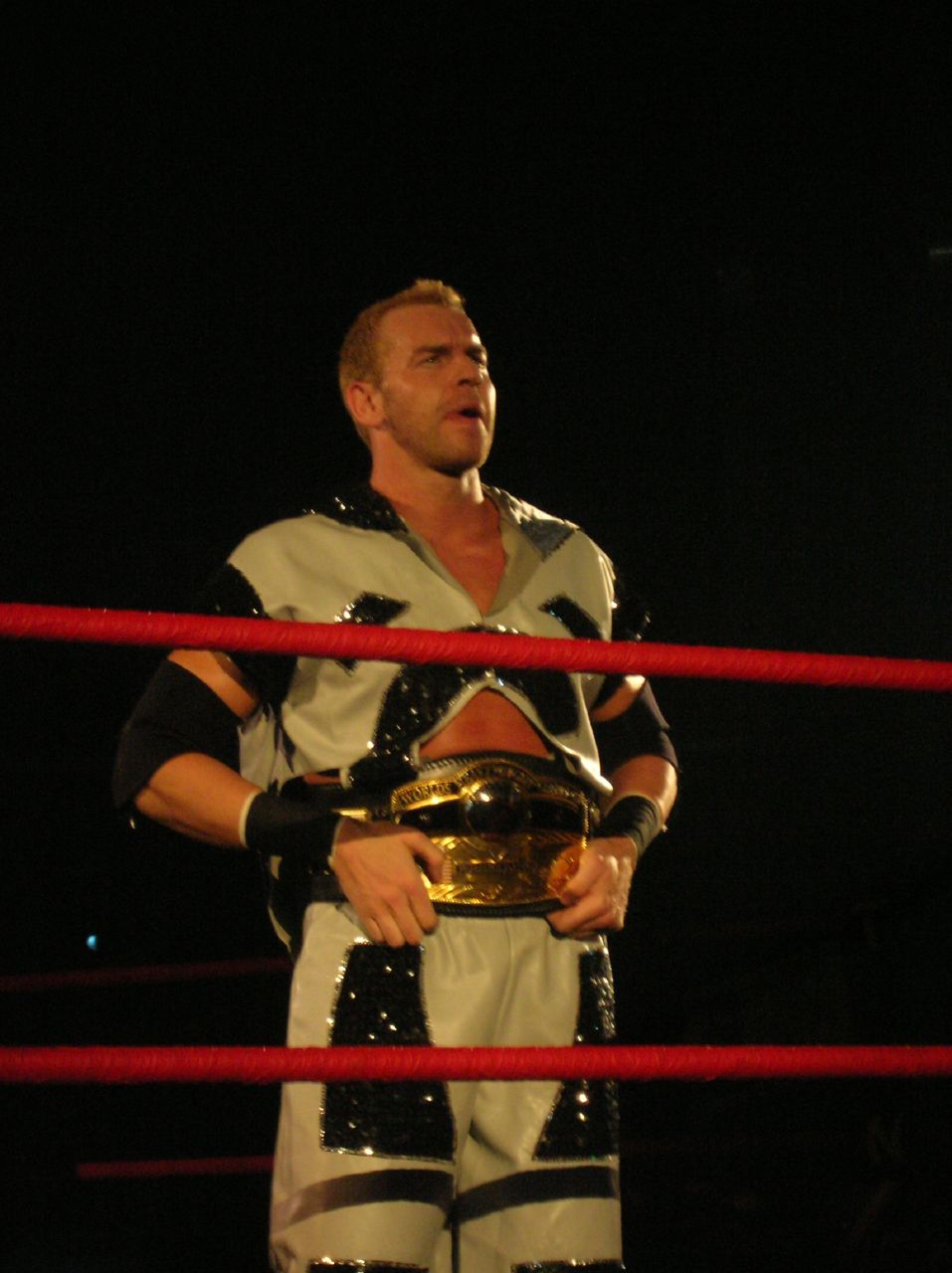
Перебуваючи в TNA, Кейдж став дворазовим Чемпіоном світу у важкій вазі NWA

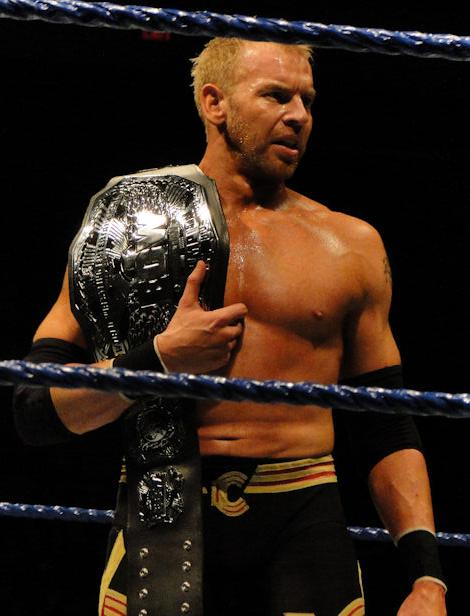
Після повернення до WWE у 2009 році, Крістіан двічі виграв Чемпіонство ECW

  - Чемпіонство у важкій вазі ECWA (1 раз)[13]
- Insane Championship Wrestling
  - Командне чемпіонство ICW (1 раз) — з Секстоном Хардкастлом[250]
- International Wrestling Alliance
  - Командне чемпіонство IWA (1 time) – з Earl the Orderly[251]
- Pennsylvania Championship Wrestling
  - Чемпіонство у важкій вазі PCW (1 раз)[252]
- Total Nonstop Action Wrestling
  - Чемпіонство світу у важкій вазі NWA (2 рази)[253]
  - Gauntlet for the Gold (2008 – Чемпіонство світу у важкій вазі TNA)[254]
  - TNA Year End Awards (2 рази)
    - Найбільш пам’ятний момент року (2005)[255]
    - На кого подивитись у 2006 році (2005)[255]
- WWF/E
  - Чемпіонство світу у важкій вазі (2 рази, старого зразка)[2]
  - Чемпіонство ECW (2 рази)[2]
  - Інтерконтинентальне Чемпіонство WWF/E (4 рази)[2]
  - Європейське Чемпіонство WWF (1 раз)[2]
  - Хардкорне Чемпіонство WWF (1 раз)[2]
  - Чемпіонство у легкій вазі WWF (1 раз)[2]
  - Командне чемпіонство WWF/E (9 раз) — з Еджем (7), з Ленсом Штормом (1) і Крісом Джеріко (1)[2]
  - Двадцять третій Чемпіон Потрійної Корони[2]
  - Одинадцятий Чемпіон Грендслему[2]
- Pro Wrestling Illustrated
  - Матч року (2000) проти Харді Бойз і Дадлі Бойз в тристоронньому матчі з драбинами на Wrestlemania 2000[256]
  - Матч року (2001) проти Харді Бойз і Дадлі Бойз в тристоронньому матчі зі столами, драбинами і стільцями на Wrestlemania 17[256]
  - №7 серед п'ятисот найкращих реслерів-одиночок 2007 року в PWI 500[257]
- Wrestling Observer Newsletter
  - Команда року (2000) — з Еджем[258]
  - Найгірший матч року (2006) — TNA Reverse Battle Royal 26 жовтня 2006 року[259]